# Крик (фильм, 1996)
«Крик» (англ. Scream) — американский слэшер 1996 года режиссёра Уэса Крэйвена по сценарию Кевина Уильямсона. В главных ролях Дэвид Аркетт, Нив Кэмпбелл, Кортни Кокс, Мэттью Лиллард, Роуз Макгоуэн, Скит Ульрих и Дрю Бэрримор. Фильм рассказывает о Сидни Прескотт, ученице средней школы в вымышленном калифорнийском городке Вудсборо, которая становится целью убийцы в маске, известного как Призрачное лицо. Фильм сочетает в себе чёрную комедию и слэшер с детективными элементами, сатирически высмеивая клише этого жанра, ставшего популярным благодаря таким фильмам, как «Хэллоуин» (1978), «Пятница 13-е» (1980) и «Кошмар на улице Вязов» (1984) — последний снял сам Крэйвен. На момент выхода «Крик» считался образцом постмодернизма и уникальным явлением поп-культуры, поскольку персонажи картины были знатоками «ужастиков» и открыто обсуждали различные клише жанра, часто повторяя ошибки героев, которых они обсуждают.
«Крик» вдохновлён реальной историей Гейнсвиллского потрошителя и фильмами ужасов, которыми увлекался Уильямсон — например, «Хэллоуином» Джона Карпентера. Сценарий, первоначально называвшийся «Страшное кино» (англ. Scary Movie), был куплен компанией «Dimension Films» и переименован братьями Вайнштейн незадолго до окончания съёмок. Фильм столкнулся с цензурой в Американской ассоциации кинокомпаний и возражениями со стороны жителей города, где проходили натурные съёмки. Картина вышла на экраны 20 декабря, получила положительные отзывы и имела финансовый успех, заработав 173 миллиона долларов по всему миру, став самым кассовым фильмом в жанре слэшер до выхода фильма «Хэллоуин» (2018). Фильм получил несколько наград и номинаций на премии. Саундтрек Марко Белтрами был высоко оценён критиками и назван одним из «самых интригующих музыкальных сопровождений для фильмов ужасов, написанных за последние годы». С тех пор он получил «культовый статус».
Фильм «Крик» обозначил изменения в жанре, поскольку в нём снимались уже известные и успешные актёры, что, как считается, помогло ему найти более широкую аудиторию, среди которой было немало женщин. С успехом «Крика» также связывают возрождение в 1990-х годах жанра слэшеров, который считался почти мёртвым после наплыва фильмов, снятых специально для домашнего просмотра, и многочисленных продолжений известных хоррор-франшиз 1970-х и 1980-х годов. Эти сиквелы пользовались всё меньшим финансовым и зрительским успехом, так как эксплуатировали одни и те же клише жанра. Успех «Крика» породил пять фильмов-продолжений и телевизионный спин-офф, из которых «Крик 2» (1997), «Крик» (2022) и «Крик 6» (2023) достигли такого же коммерческого успеха и положительных отзывов критиков. В последующие годы после выхода «Крика» и его сиквелов франшизу обвиняли в том, что она вдохновляет и даже провоцирует убийства и жестокие преступления.

## Сюжет
Поздно вечером ученица старшей школы города Вудсборо Кейси Бейкер готовит попкорн, собираясь посмотреть фильм ужасов. Тем временем раздаётся телефонный звонок, на который девушка отвечает. У неё уже начинается игривая беседа с незнакомцем. Мужчина спрашивает «Какой твой любимый фильм ужасов?», а затем говорит, что хочет узнать имя той, на которую смотрит. Ситуация быстро принимает зловещий оборот, и незнакомец начинает проявлять на словах нездоровый садизм и угрожать девушке. Кейси обнаруживает на крыльце внутреннего дворика связанного своего молодого человека Стива — незнакомец говорит, что убьёт его, если она неправильно ответит на вопросы на знание фильмов ужасов. Девушка ошибается в вопросе об имени убийцы в первом фильме «Пятница 13-е», и маньяк убивает парня. Убийца в маске призрака врывается в дом Кейси — и начинается смертельная игра в «кошки-мышки». В конце концов маньяк настигает свою жертву. А родители школьницы, вернувшись домой, находят её выпотрошенный труп, висящий на дереве.
Начинается расследование убийства. Город наполняют толпы репортёров. Сидни Прескотт пытается справиться со своими переживаниями: близится годовщина смерти её матери Морин, которую изнасиловал и убил год назад Коттон Уири, любовник жертвы. На следующий день после убийства Кейси маньяк звонит Сидни, а затем нападает на неё. Девушка прячется в своей комнате, когда в окно залезает её молодой человек Билли Лумис. В это время у него из кармана выпадает сотовый телефон — и она решает, что это он напал на неё. Парня задерживает прибывшая полиция. Когда Сидни и её подруга Татум Райли, сестра помощника шерифа Дьюи Райли, выходят из полицейского участка, их уже ждут репортёры, среди них — журналистка Гейл Уэзерс, написавшая книгу об убийстве Морин Прескотт. Коттон был обвинён исключительно на основании показаний дочери убитой — в ту ночь, когда Сидни нашла тело матери, она видела, как из их дома выбегал человек в куртке, похожей на куртку Уири, но не видела его лица. В книге Гейл высказывает мысль, которая мучает саму Сидни: убийцей мог быть вовсе не Коттон. Девушка при всех бьёт журналистку по лицу, затем Татум увозит подругу к себе домой.
Той же ночью в дом семьи Райли звонит убийца и говорит Сидни, что «бедный Билли незаслуженно попал за решётку», и советует девушке задуматься о виновности Коттона. Билли отпускают из участка, так как проверка звонков с его сотового доказывает, что это не он звонил. Полиция установила, что звонок исходил с телефона отца Сидни, Нила Прескотта, который накануне уехал в командировку — полиция не может определить его местоположение. События вынуждают власти Вудсборо закрыть старшую школу на некоторое время и ввести в городе комендантский час. Дьюи сравнивает события в своём городе с сюжетом фильма «Город, который боялся заката». После того, как ученики покидают учебное заведение, маньяк убивает директора Химбри. Между тем, друг Билли, Сидни и Татум — Стю Мэчер — устраивает у себя дома вечеринку.
Сидни приходит на вечеринку с Татум и их другом-киноманом Рэнди Миксом, влюблённым в Сидни. Туда же заявляется Гейл, уверенная, что следующие нападения произойдут во время вечеринки. За своей сестрой и её друзьями приглядывает Дьюи — он и Гейл постоянно флиртуют. Тем временем, маньяк убивает Татум в гараже. Сидни сталкивается с Билли и решает, что должна поговорить с ним — молодые люди уединяются, чтобы окончательно выяснить отношения, и в итоге занимаются любовью. Для Сидни это впервые. Между тем, Рэнди и другие гости вечеринки смотрят внизу фильм ужасов «Хэллоуин», и парень рассказывает присутствующим, что для того, чтобы выжить в фильме ужасов, нужно следовать ряду правил. Например, нельзя пить, курить, употреблять наркотики и заниматься сексом — всё это атрибуты греха, за которые последует расплата. Кто-то звонит в дом Стю и говорит, что на школьном дворе найден труп директора Химбри — практически все подростки уходят с вечеринки. Между тем, Гейл и Дьюи прогуливаются неподалёку от дома, пока оператор, Кенни Джонс, ведёт слежку за домом, в котором установлена скрытая камера, из своего фургона.
Когда Билли и Сидни одеваются, появляется убийца и нападает на парня. Перепуганной девушке удаётся выбраться из дома через окно на чердаке. Журналистка и полицейский находят недалеко от дома машину Нила Прескотта и уверены, что он и есть убийца. Гейл решает уехать на их с Кенни фургоне, где обнаруживает мёртвого коллегу — женщина пытается уехать прочь, но слетает в кювет, когда на дороге неожиданно появляется Сидни. Дьюи тем временем исследует дом и тоже подвергается нападению убийцы. Сидни возвращается в дом, где забирает у Дьюи пистолет, а затем натыкается у дома на Стю и Рэнди, которые обвиняют друг друга в убийствах. Девушка запирается в доме, где находит живого Билли. Она отдаёт ему пистолет, и тот, впустив Рэнди внутрь, стреляет в него, после чего показывает, что на самом деле не был ранен, а вместо крови на его футболке кукурузный сироп. Становится очевидно, что он и есть убийца. Появляется Стю, который оказывается напарником Билли. Втолкнув Сидни на кухню, Лумис раскрывают ей свой мотив — мать Сидни вела распутный образ жизни, и его мать ушла из семьи из-за неё (что становится откровением и для Мэчера, который всё делал исключительно ради удовольствия). Год назад Стю и Билли убили Морин и подставили Коттона. Выясняется, что Нил Прескотт всё это время находился у ребят в заложниках. Обезумевшие подростки собираются разыграть спектакль — они убьют Сидни и Нила, выставив всё так, будто убийцами были именно они, а Билли и Стью «чудом выживут в резне». Для достоверности они наносят друг другу удары ножом. Лумис, не сдерживая себя, ранит Мэчера слишком сильно. В этот момент в дело вмешивается Гейл: она направляет на убийц пистолет, который Стю оставил без присмотра. Однако журналистка забыла снять предохранитель, и Билли вырубает её. Он готовится убить Гейл, однако его напарник замечает, что Сидни исчезла.
В этот момент раздаётся звонок: Сидни, издеваясь, пародирует самих убийц. Билли начинает паниковать, а Стю теряет силы из-за кровопотери. Девушка сообщает, что уже вызвала полицию. Во время разговора выясняется мотив Мэчера — он «легко поддался влиянию» Лумиса. Билли ищет Сидни, когда она неожиданно нападает на него, вонзая острый набалдашник зонта. Ей удаётся завладеть пистолетом. В этот момент на девушку набрасывается Стю — и в завязавшейся схватке Сидни оглушает (см. Продолжение) его, скинув на голову телевизор. Появляется живой Рэнди — но на них нападает Билли и начинает душить Сидни. Когда маньяк собирается вонзить в свою жертву нож, в него стреляет пришедшая в себя Гейл. Затем все трое обессиленно смотрят на труп Лумиса. Рэнди говорит, что обычно в этот момент в фильме убийца неожиданно восстаёт, чтобы нанести последний удар. Так и происходит — однако Сидни стреляет ему в голову, после чего произносит «Не в моём фильме». В финальных кадрах над домом поднимается солнце, у входа стоят машины полиции и скорой помощи, пришедшего в себя Дьюи везут в больницу, а Гейл ведёт свой репортаж.

## В ролях
| Актёр              | Роль                               |
| ------------------ | ---------------------------------- |
| Дэвид Аркетт       | помощник шерифа Дуайт «Дьюи» Райли |
| Нив Кэмпбелл       | Сидни Прескотт                     |
| Кортни Кокс        | Гейл Уэзерс                        |
| Мэттью Лиллард     | Стю Мэчер / «Призрачное лицо»      |
| Роуз Макгоуэн      | Татум Райли                        |
| Скит Ульрих        | Билли Лумис / «Призрачное лицо»    |
| Джейми Кеннеди     | Ренди Микс                         |
| Генри Уинклер      | директор школы Артур Химбри        |
| Уильям Браун       | Кеннет «Кенни» Джонс               |
| Джозеф Уипп        | шериф Бёрк                         |
| Дрю Бэрримор       | Кейси Бейкер                       |
| Роджер Джексон     | голос убийцы «Призрачное лицо»     |
| Лоуренс Хехт       | Нил Прескотт (отец Сидни)          |
| К. У. Морган       | Хэнк Лумис (отец Билли)            |
| Лев Шрайбер        | Коттон Уири                        |
| Линда Блэр         | журналистка                        |
| Уэс Крэйвен        | уборщик Фред                       |
| Кевин Патрик Уоллс | Стивен Орт                         |
| Фрэнсис Ли Маккейн | миссис Райли (мать Татум и Дьюи)   |
| Дэвид Бут          | мистер Бейкер (отец Кейси)         |
| Карла Хэтли        | миссис Бейкер (мать Кейси)         |
| Линн МакРи         | Морин Прескотт (мать Сидни)        |

В 2023 году в сети появилась неофициальная дублированная версия картины от студии Flarrow Films, в которой Татьяна Весёлкина и Людмила Шувалова вновь озвучили своих героинь — Сидни и Гейл, а также Сергей Чихачёв, который озвучил убийцу в «Крике 4».

## Ранний этап

### Работа над сценарием
Изначально Кевин Уильямсон написал сценарий под названием «Страшное кино» (англ. Scary Movie), которое спустя несколько лет стало официальным названием кино-пародии «Очень страшное кино» — центральная сюжетная линия обыгрывает сюжеты фильмов «Крик» и «Я знаю, что вы сделали прошлым летом», написанных Уильямсоном. По словам автора, большого поклонника фильмов ужасов, он «написал сценарий фильма, который сам бы хотел посмотреть. Тогда жанр был попросту мёртв».
Отправной точкой для создания истории послужил новостной репортаж «Turning Point» от 9 марта 1994 года, который был посвящён серийному убийце Дэнни Роллингу по прозвищу «Гейнсвиллский потрошитель». Характерной особенностью его преступлений было то, что он располагал тела таким образом, чтобы подчеркнуть кровавые зверства, для чего маньяк устанавливал в комнатах зеркала и обезглавливал и/или укладывал тела своих жертв в определённые позы — всего он убил 8 человек. Однажды Уильямсон обнаружил у себя в доме открытое окно, хотя был уверен, что за последние несколько дней он его ни разу не открывал. Сценарист позвонил другу и, вооружившись кухонным ножом, обыскал дом с телефонной трубкой в руке, уверенный, что за ним кто-то наблюдает, но в доме никого не было. Чтобы отвлечь Уильямсона во время телефонного разговора, его друг Дэвид Бланшард спросил, какой его любимый фильм ужасов. Взбудораженный этим случаем, Уильямсон приступил к работе над текстом — первый черновик сценария объёмом 18 страниц охватывал вступительную сцену фильма. Он рассказывает о женщине, оставшейся одной дома и ответившей на звонок убийцы. После этого Уильямсон отложил черновик и сосредоточился на сценарии картины «Убить миссис Тингл», который в 1995 году был выкуплен неизвестной компанией, но затем лёг на полку.
«Я был в спортзале, когда читал сценарий, текст был очень хорош и понятен. Обычно идёт много описаний, но здесь были диалоги. Я не мог оторваться от сцены убийства персонажа в самом начале. Я перестал делать упражнения и начал читать. Когда я узнал, что Дрю Бэрримор сыграет эту роль, то подумал: «Как это круто — они убьют „звезду“».
Испытывая финансовые трудности, Уильямсон уединился в Палм-Спрингс, чтобы переработать черновик «Страшного кино» в полноценный сценарий. Рассчитывая как можно скорее его продать, он за три дня написал весь текст и два пятистраничных черновика «Страшного кино 2» и «Страшного кино 3» в качестве возможных сиквелов; автор надеялся, что так продюсеры увидят в его сценарии больше потенциала. По словам Уильямсона, он решил написать сценарий триллера («Убить миссис Тингл» больше представляет собой «чёрную» комедию с элементами драмы), поскольку ему хотелось увидеть фильм, аналогичный любимым ужастикам из детства, вроде «Хэллоуина», чей успех, по мнению Уильямсона, до сих пор никто не превзошёл. Его восхищение триллерами того времени отразилось в сценарии в виде множества отсылок к фильмам «Хэллоуин», «Пятница, 13-е», «Кошмар на улице Вязов», «Когда звонит незнакомец» (вся вступительная сцена «Крика» похожа на эпизод из этой картины) и «Выпускной». Во время работы над текстом Уильямсон часто слушал саундтрек «Хэллоуина» — его отрывки звучат в «Крике» в сценах, где персонажи смотрят фильм по телевизору. Однако лучшим фильмом жанра Уильямсон считал «Психоз» (1960) Альфреда Хичкока — открывающая сцена «Крика» вдохновлена сюжетной линией Джанет Ли. Кроме того, Уильямсон ещё при написании текста представлял себе, что роль Кейси сыграет знаменитая актриса.

### Торги
В июне 1995 года Уильямсон показал сценарий своему агенту Робу Пэрису, чтобы выставить его на продажу. Пэрис воспринял текст пессимистично, предупредив, что сценарий с обильным наличием кровавых сцен и насилием (в тексте было много детальных описаний выпотрошенных трупов, у которых вываливались внутренние органы) мало кто захочет купить. Когда компания «Miramax Films» купила сценарий, Уильямсону действительно пришлось вырезать часть кровавых сцен, но когда Уэс Крэйвен возглавил постановку, сценарист смог их вернуть. Уильямсон хотел удалить из окончательного варианта эпизод, где на Сидни нападают в школьном туалете, поскольку посчитал её лишней, но Крэйвен настоял на том, чтобы оставить сцену, которая лучше раскрывает образ Сидни и её отношения с покойной матерью — позже Уильямсон признал правоту режиссёра. Продюсер Боб Вайнштейн, читая сценарий, заметил, что около 30 страниц (порядка 30 минут экранного времени) не содержат ни одного убийства, поэтому Уильямсон ввёл убийство директора Химбри, чем непреднамеренно решил проблему финала. Когда он писал его, то никак не мог придумать причину, почему подростки неожиданно покинули вечеринку в доме Стю; смерть Химбри стала решением — школьники узнают, что найден труп директора, и хотят посмотреть на него. Этот приём позволил избавиться от второстепенных персонажей и создать возможность начать убийства. Уильямсон, с одной стороны, он считал, что для зрителей будет важно знать причины, которые толкнули ребят на совершение убийств, но с другой стороны, ему казалось, что отсутствие мотивации только усилит атмосферу ужаса и безумия. Мнения по этому вопросу разделились и у руководства «Miramax»: поскольку убийц было двое, Уильямсон пошёл по двойному пути — у Билли Лумиса был мотив в виде мести за разрушенную семью, а в репликах Стю Мэчера содержится намёк на то, что его мотив был вызван «давлением со стороны общества». 
Сценарий «Очень страшного кино» был выставлен на продажу в пятницу в июне 1995 года и в начале не получил заявок. Но уже к следующему понедельнику сценарий стал предметом интенсивных торгов между несколькими крупными киностудиями, включая «Paramount Pictures», «Universal Studios» и «Morgan Creek Productions». Продюсер Кэти Конрад, ознакомившись со сценарием, посчитала, что он именно то, что искали Боб и Харви Вайнштейны из компании «Dimension Films» (которая тогда была подразделением «Miramax Films»). К тому моменту «Dimension» выпустила несколько фильмов ужасов, в планах компании было производство картин этого жанра. Конрад принесла сценарий помощнику Боба Вайнштейна, Ричарду Поттеру, который тоже посчитал историю перспективной и отнёс его самому Вайнштейну: «Я помню, как сказал тогда — если это не то, что ты ищешь, то я не знаю, что тебе вообще нужно». Вскоре кинокомпании начали покидать торги по мере того, как цена на сценарий росла — наконец, остались только «Dimension» и «Cinergi Pictures», с которой работал Оливер Стоун. Уильямсон боялся, что в конечном счёте обе компании откажут, не готовые заплатить большие деньги за ужастик. Юрист Патти Фелкер посоветовала Уильямсону: «Другие компании заплатят тебе больше денег. Но „Dimension“ помогут тебе снять фильм». Уильямсон сделал выбор в пользу «Miramax», так как посчитал, что они немедленно приступят к съёмкам, а заодно не станут вырезать кровавые сцены из сценария — студия заплатила автору 400 тысяч долларов и заключила контракт на два сиквела, а также за возможность съёмок потенциального четвёртого фильма, который должен был стать отдельной частью истории.

### Режиссура
«Он сидел перед монитором: смеялся, хихикал, снимал фильм. Он одинаково жаждал комедии и драмы. Мне нравилось в нём то, что он открыт любым идеям».
Уэс Крэйвен пришёл в проект на самой ранней стадии, когда сценарий был только выставлен на торги: «Dimension» предлагала ему лично выкупить его и стать режиссёром проекта; текст купили, пока Крэйвен его читал. Боб Вайнштейн, знакомый с предыдущими работами Крэйвена, хотел, чтобы именно Уэс занял пост режиссёра, так как верил, что он сможет полноценно воплотить все задумки Уильямсона на экране. Изначально Крэйвен ответил отказом: во-первых, он собирался заняться съёмками ремейка «Призрак дома на холме», а во-вторых, он хотел дистанцироваться от слэшеров, потому что устал от царящей в нём женофобии и цензуры. Крэйвен неоднократно отказывался, и Вайнштейн предлагал пост режиссёра Дэнни Бойлу, Джорджу Ромеро и Сэму Рэйми; рассматривались кандидатуры Роберта Родригеса и Квентина Тарантино. Но их всех отверг Уильямсон, который считал, что большинство режиссёров воспринимали фильм как чёрную комедию. Сценарист вспоминал, что Уэс был идеальным выбором. При встрече с Уильямсоном режиссёр сказал: «Это страшно… Забудь про комедию. Мы сделаем этот фильм пугающим».
Тем временем, у Крэйвена ничего не вышло с ремейком «Призрака дома на холме». Кроме того, фильмы «Вампир в Бруклине» и «Новый кошмар Уэса Крэйвена» не имели успеха, и режиссёр не торопился с выбором нового проекта. Тогдашний ассистент режиссёра, продюсер Джули Плек — она сразу пришла в восторг от сценария — убеждала Крэйвена в том, что он должен возглавить работу над «Криком». К тому времени Дрю Бэрримор присоединилась к проекту, и Крэйвен всё же прочитал сценарий и решил стать режиссёром фильма: "Это было нечто, сценарий до некоторой степени напугал меня. Первая мысль была: не делай этого, не ступай снова в эту тьму. Я раздавал автографы, и тут ко мне подошёл пацан и сказал: «Сэр, фильмы, которые вы сейчас снимаете, слишком мягкие. Вам нужно снова снять убойное кино, типа „Последний дом слева“». А затем он ушёл…И я позвонил Бобу и сказал: «Я это сделаю»".. Уильямсон вспоминал, что встреча с Крэйвеном была лучшим событием в его жизни, хотя сценарист испугался, когда Крэйвен предложил обсудить свои заметки к сценарию — Уильямсон был уверен, что Крэйвен полностью перепишет текст, а его самого в конце концов уволят. По словам Уильямсона, они с режиссёром быстро нашли общий язык: «Я — эмоциональный, а Уэс очень сдержанный. Думаю, именно поэтому мы поладили. Он учил меня как меньше реагировать на различные ситуации и думать головой».
Во время визита журналистов издания «Entertainment Tonight» на съёмочную площадку картины у Крэйвена спросили, почему люди платят за то, чтобы испугаться. Режиссёр просто ответил: «Они платят, потому что уже напуганы. Они лишь хотят выпустить страх наружу». В интервью тому же изданию по случаю 20-летия картины Кэмпбелл описывала Крэйвена как удивительного человека с фантастическим чувством юмора. По воспоминаниям актрисы, во время съёмок жутких сцен она слышала, «как он хихикает, сказав „Снято!“ — это было странно и мило одновременно». Любимое воспоминание Дэвида Аркетта о Крэйвене связано с тестовым показом картины — режиссёр смеялся каждый раз, как зрители подскакивали на своих местах. Вскоре после тестового показа студия предложила Крэйвену контракт на съёмки ещё двух частей франшизы.
Мария Маддалена хорошо помнит ту ночь, когда Крэйвен заставил Бэрримор плакать на съёмках открывающего эпизода: «Тогда я не знала, что именно он ей сказал — это стало известно пару часов спустя. Это действительно сработало! Очевидно, что эта сцена невероятно душераздирающая, и он знал, что нужно было сказать. Он действительно узнавал актёров и тонко чувствовал, как добиться от них правильной актёрской игры. Быть режиссёром значит в какой-то степени манипулировать людьми, и он знал, как это правильно делать».

## Подбор актёров
| Основной актёрский состав | Основной актёрский состав | Основной актёрский состав | Основной актёрский состав | Основной актёрский состав | Основной актёрский состав | Основной актёрский состав | Основной актёрский состав |
| ------------------------- | ------------------------- | ------------------------- | ------------------------- | ------------------------- | ------------------------- | ------------------------- | ------------------------- |
|                           |                           |                           |                           |                           |                           |                           |                           |
| Нив Кэмпбелл              | Дэвид Аркетт              | Кортни Кокс               | Скит Ульрих               | Мэттью Лиллард            | Роуз Макгоуэн             | Джейми Кеннеди            | Дрю Бэрримор              |
| Сидни Прескотт            | Дуайт Райли               | Гейл Уэзерс               | Билли Лумис               | Стю Мэчер                 | Татум Райли               | Ренди Микс                | Кейси Бейкер              |

### Основной состав
Подбором актёров для фильма занимались директор по кастингу Лиза Бич и её ассистент Сара Катцман — после прочтения сценария они составили описание персонажей и требования к внешности и фактуре актёров, которые позже разослали менеджерам и агентам.

#### Кейси Бейкер
«Крик» ознаменовал новую тенденцию в фильмах ужасов — приглашать на роли в картине известных актёров; ранее считалось, что у подобных фильмов нет шансов привлечь знаменитостей из-за низкого бюджета, негативных отзывов критиков и часто из-за низкого качества материала. Дрю Бэрримор прочитала сценарий за одну ночь и захотела сниматься в фильме ещё до того, как был назначен режиссёр: «Боже мой! Я не видела ничего подобного уже очень давно!». «Это одна из лучших сцен, которые я читала за всю свою жизнь. Сценарий Уильямсона — это шедевр», «это было удивительно, потому что, посмотрев фильм, я действительно испугалась. В смысле, что было страшно, несмотря на то, что я снималась в картине, была там, знала обо всём, что произойдёт, знала, как это было снято. И всё равно было страшно», — рассказывала Бэрримор, рекламируя картину в 1996 году. Узнав об этом, студия сразу же предложила знаменитой актрисе главную роль — школьницы Сидни Прескотт. Таким образом боссы студии хотели привлечь других знаменитостей в проект и повлиять на решение Уэса Крэйвена занять режиссёрское кресло. Однако за пять дней до начала производства картины стало понятно, что загруженный график не позволит Бэрримор сняться в главной роли, и тогда было решено, что она сыграет Кейси Бейкер. Убить персонажа в исполнении самой известной актрисы проекта — рискованный шаг, но создатели картины посчитали, что это шокирует зрителей и заставит поверить, что любой персонаж может умереть. Ещё до съёмок руководство студии решило максимально задействовать Бэрримор в рекламной кампании, чтобы зрители решили, что она и есть главная героиня фильма.

#### Сидни Прескотт
На роль Сидни проходили прослушивание актрисы Мелисса Джоан Харт, Мелани Лински, Эй Джей Лангер, Мелинда Кларк. Роль была предложена также Риз Уизерспун и фаворитке Кевина Уильямсона — Молли Рингуолд, но Уизерспун отказалась, а Рингуолд, которой тогда было уже 27 лет, посчитала, что не сможет сыграть подростка. По словам директора по кастингу Лизы Бич, в итоге выбор стоял между Алисией Уитт, Бриттани Мёрфи и канадской актрисой Нив Кэмпбелл, которая и получила роль. Уэс увидел Кэмпбелл в телесериале «Нас пятеро»; по мнению режиссёра, она могла «достоверно сыграть невинность и справиться с физически и эмоционально тяжёлой ролью». Брат сценариста Кевина Уильямсона тоже повторял, что, читая сценарий, «представлял себе ту девочку из сериала». Марианн Маддалена также отметила пластичность актрисы, которая когда-то занималась балетом. Сама Кэмпбелл сомневалась в предложенной ей роли, так как до начала съёмок «Крика» снялась в другом ужастике — «Колдовство» 1996 года — и не хотела возвращаться к этому жанру. Но всё же актриса согласилась, поскольку это была первая главная роль в её карьере; к тому же, Нив очень понравилась её героиня: «Это фантастический персонаж, о каком бы жанре ни шла речь».
Актриса поняла, что хочет сняться в проекте, когда проходила прослушивание перед Уэсом Крэйвеном. По её словам, режиссёр на пробах вёл себя дружелюбно и чётко давал понять, что ему нужно от конкретной сцены: «Он не сидел, развалившись в кресле, ожидая, когда его „поразят“. Он был вовлечён в процесс, постоянно был режиссёром. Я пришла в восторг от мысли, что смогу поработать с ним. Так и вышло»; «он был очень милым. Думаю, в том возрасте я всё время нервничала. Помню, на пробах он поддерживал меня и давал советы, в нём была умиротворяющая энергия — таким же он был на площадке. Он был застенчивым и весёлым». Уильямсон считает, что Нив идеально подошла на эту роль: «Я хотел показать эмоциональную составляющую страха. Не сам испуг, а что происходит после него. И я думаю, что Нив Кэмпбелл удивительно исполнила эту роль. Она показала зрителям мир Сидни». «Меня часто спрашивают — почему я выбрала эту роль? Скажу так — роль выбрала меня. Это было идеальное попадание, мне очень повезло. Актрисе моего возраста невероятно повезло сыграть такого персонажа — она не жертва. Она сильная, умеет постоять за себя и дать сдачи, она побеждает в финале — это прекрасное послание для всех молодых женщин», — вспоминала Кэмпбелл.
По словам Марианн Маддалены, Уэс Крэйвен и Кевин Уильямсон сделали многое для становления архетипа «последней выжившей»: «Это было очень естественно, хотя никогда напрямую не обсуждалось. Уэсу нравилось рассказывать историю с женской точки зрения. Думаю, из-за меня и его дочери — его очень интересовали истории о сильных женщинах, переживающих трудные ситуации. Не забывайте, что мы только что сняли „Новый кошмар“, и это было во многом фильм о личном путешествии Хизер Ландженкамп, и история сильно отражала её личную жизнь. Очевидно, она была и остаётся очень сильной женщиной, и в сценарии Кевина было всё, что мы так хотели. Нам понравилась история Сидни, и в ней были все элементы, которые нас привлекали в работе».

#### Билли Лумис
Скит Ульрих получил роль Билли Лумиса — парня Сидни; продюсеры считали, что он идеально подошёл на роль, а его образ чем-то похож на персонажа Глена Ланца в исполнении Джонни Деппа в фильме «Кошмар на улице Вязов» (1984). Пробы Ульриха долгое время не могли состояться — они часто переносились из-за рабочего графика актёра. Незадолго до съёмок в «Крике» Ульрих и Нив Кэмпбелл снялись вместе в фильме «Колдовство», что, по мнению актёров, помогло им более достоверно изобразить роман на экране. Годы спустя, увидев запись своих проб, Ульрих удивился, как он вообще получил роль — «это было просто ужасно». На роль Билли пробовались Кевин Патрик Уоллс (он сыграл Стива Орта в прологе — парня героини Кейси Бейкер) и Джастин Уолин (у него было парное прослушивание с Кэмпбелл). Изначально студия очень хотела взять на эту роль Винса Вона, он даже проходил прослушивание, но Лиза Бич считала, что он слишком взрослый для роли школьника.
Пытаясь лучше понять своего персонажа, Скит Уильрих создал в номере отеля, где жил во время съёмок, «комнату Билли»: «Мне повезло, мне дали номер с двумя комнатами. В одной я спал, а в другой… Кажется, мне было 26 лет во время съёмок, я играл 17-18-летнего. Я пошёл прямиком в супермаркет и купил все постеры с хард-рок группами и черные лампочки и превратил другую комнату в комнату Билли. Я сидел там, читал о Джоне Уэйне Гейси и слушал самую сатанинскую музыку, которую cмог найти. В этой обстановке я быстро представил своего персонажа. Было интересно. Я представлял, что мы снимаем документальный фильм о двух убийцах-старшеклассниках — так я видел это историю. Я не воспринимал все эти колкие диалоги с шутками. Поэтому когда я увидел готовый фильм, у меня взорвался мозг — он был очень пугающий, но и смешной в то же время».

#### Дьюи Райли и Гейл Уэзерс
«Если дубль не удавался так, как было нужно Уэсу, он просто говорил: „Дэвид, это ужасно. Мы не можем это использовать“. Он умудрялся направлять актёров в нужное русло, и они не чувствовали неудачу. Это приободряло, и ты мог делать следующий дубль, получая удовольствие. „Быстрее, лучше, больше крови“ — так он говорил».
Дэвида Аркетта также пригласили на роль Билли, но после прочтения сценария актёр захотел сыграть Дьюи Райли. В тексте персонаж был описан, как «качок», а Аркетт не слишком подходил внешне — но Крэйвену понравилась мягкая сторона характера, которую Аркетт привнёс в образ персонажа. Актёру принадлежала идея превратить Дью из «мачо» в обычного парня, показанного в фильме. Дэвид был большим поклонником Кортни Кокс и очень хотел поработать с ней в одном проекте. По сценарию Дьюи погибал в финале, однако уже во время съёмок Крэйвен на всякий случай снял эпизод, в котором его живого грузят в карету «Скорой помощи» — на тестовом показе зрителям понравился персонаж, и Крэйвен решил оставить Дьюи в живых. Правда в фильме, когда Билли бьёт Гейл, и она падает на Дьюи, последний лежит неподвижно и не дышит, так как предполагалось, что он умрёт. Кроме того, было сделано несколько дублей этого момента, так как Кокс и Аркетт всё время смеялись во время съёмок сцены.
Студия хотела пригласить на роль Гейл Уэзерс более известную актрису, чем на роли главных героев-школьников — Брук Шилдс и Джанини Гарофало были основными претендентками. В то время Кортни Кокс играла главную роль Моники Геллер в популярном ситкоме телеканала «NBC» «Друзья» — никто не воспринимал её кандидатуру всерьёз, так как она играла более мягких по характеру персонажей; но сама актриса очень хотела сыграть «стерву», чей образ отличается от Моники; актриса добивалась этой роли и в итоге получила. До личной встречи с Крэйвеном, Кокс написала ему письмо, в котором сообщила, что ей несложно сыграть «настоящую суку». Дэвид Аркетт часто звонил в номер Кортни Кокс, имитируя голос убийцы.

#### Стю Мэчер
Мэттью Лилларду досталась роль друга Билли, Стю Мэчера — Лиллард случайно попался на глаза ассистентке Крэйвена, Лизе Бич, когда он сопровождал свою подругу на другое прослушивание, проходившее в том же здании — Бич уговорила Мэттью пойти на пробы «Крика». Лиллард должен был читать текст за Билли, но его уговорили пройти пробы на роль Стю. Лиллард изобразил персонажа «максимально диким», за что сценарист Уильямсон был очень благодарен актёру, так как считал, что образ Стю в его сценарии не был раскрыт до конца. На роль Стю также пробовался Фредди Принц-младший. По словам Принца, он проходил пробы 5 раз, и его заметил Уильямсон, который позже поддержал выбор его кандидатуры на роль Рэя Бронсона в фильме «Я знаю, что вы сделали прошлым летом».

#### Татум Райли
Роуз Макгоуэн получила роль Татум Райли — лучшей подруги Сидни и сестры Дьюи; пробы также проходили Минди Кларк, Ребекка Гейхарт и Шарлота Айаннапо, но, по словам директора по кастингу, в Роуз было удивительное «сочетание силы, цинизма и невинности». Актрисе пришлось «пожертвовать» цветом своих волос — она специально перекрасилась в блондинку, чтобы контрастировать с главной героиней. Уэс Крэйвен считал, что участие в фильме Кэмбелл, Бэрримор, Кокс и Макгоуэн позволило поднять статус «Крика» и привлечь больше женской аудитории. В свободное от съёмок время Аркетт и МакГоуэн разъезжали по тихому городку в поисках вечеринок: «Однажды ночью нам с Дэвидом стало очень скучно. Мы узнали, что в школе прошёл выпускной. Поэтому мы начали ездить за лимузинами, пытаясь выяснить, где именно проходят вечеринки. Уверена, это была моя идея: „Это всё, что нам остаётся. Здесь нет гей-клубов, попробуем развлечься хотя бы так“».

#### Рэнди Микс
На роль Рэнди Микса пробовались Джейми Кеннеди и Брекин Мейер и, хотя продюсеры утвердили Кеннеди, студия была против его кандидатуры ввиду отсутствия в его карьере крупных ролей. По словам Кеннеди, ещё одними претендентами были Джейсон Ли и Сет Грин — они не раз обходили его на других пробах, и Джейми считал, что ему невероятно повезло получить роль, хотя он не являлся таким горячим поклонником кино, как и его персонаж.

### Второстепенные персонажи
Генри Уинклеру досталась роль директора Химбри — его имя не появляется в титрах, чтобы «не отвлекать внимание зрителей от молодых актёров». На убийстве директора настоял Боб Вайнштейн — он считал большим упущением, которое может негативно сказаться на фильме, тот факт, «что за 30 страниц сценария новых убийств больше не произошло». Большой поклонник фильмов ужасов, решивший работать в кино после просмотра «Хэллоуина», актёр Уильям Эрл Браун сыграл оператора Гейл по имени Кенни; актёр позвонил ассистенту Крэйвена, чтобы попросить роль в фильме. Джозеф Уипп, сыгравший полицейского в фильме Крэйвена «Кошмар на улице Вязов» (1984), появился в «Крике» в роли шерифа Бёрка. Лоуренс Кехт сыграл Нила Прескотта — отца Сидни.
Режиссёр Уэс Крэйвен появился в эпизодической роли уборщика Фреда, одетого в шляпу и полосатый свитер — его видит директор Химбри незадолго до своей гибели. В работе над фильмом также приняла участие актриса Линда Блэр, известная по главной роли одержимой демонами девочки Риган МакНил в мистическом триллере «Изгоняющий дьявола» — Блэр сыграла одного из репортёров, произносящего фразу «Люди хотят знать, люди имеют право знать!…» (англ. People Want To Know, They Have A Right To Know!) в сцене у школы. Лев Шрайбер снялся в коротком эпизоде — он появляется в выпуске новостей, когда его персонажа Коттона Уири в наручниках ведут полицейские; актёр согласился сниматься в картине, чтобы расплатиться с долгами. На фото Морин Прескотт, матери главной героини, изображена Лин МакРи — актриса появилась в этой роли на экране только в «Крике 3». Фрэнсис Ли МакКейн сыграла мать Дьюи и Татум. Лиза Каннинг (англ. Lisa Canning) — журналист американской программы «Entertainment Tonight» с 1996 по 1999 год — снялась в одном из эпизодов в роли журналистки, которая ведёт репортаж с маской в руках. Директор по кастингу картины Лиза Бич сыграла одну из журналисток, ведущих репортаж по телевизору, когда Сидни переключает каналы перед нападением маньяка; именно Бич придумала свою реплику, в которой упоминается имя Стивена Орта — так зовут её двоюродного брата. Актриса Леонора Шелфо, бывшая девушка Скита Уильриха, сыграла школьницу, которая нелестно высказывает о Сидни и её семье в школьном туалете.

### Голос убийцы
Роджер Джексон озвучил убийцу в костюме Призрачного лица. Он получил роль после открытого кастинга, который продолжался несколько недель в Санта-Розе. На прослушивании актёры читали диалоги убийцы из открывающей сцены. Крэйвен охарактеризовал голос как «интеллигентный» и «зловещий» и посчитал, что со временем он стал неотъемлемой частью франшизы. Изначально продюсеры планировали использовать запись голоса на стадии постпроизводства, как это обычно и делается. Но Джексон всех очень впечатлил; он работал прямо на площадке — Джексон звонил актёрам по сотовому телефону во время съёмок, чтобы создать напряжение. При этом он находился в месте, где актёры не могли его видеть; более того — Джексон никогда не встречался с исполнителями ролей во время съёмок. 
Марианна Маддалена вспоминает: «Мы спрятали его. У нас были раздельные помещения. Его никогда не было видно. Даже за кулисами. Он был абсолютно инкогнито. Это пугало актёров, и Уэс получал от них нужный уровень игры. Это совершенно иначе, чем когда кто-то из съёмочной группы зачитывает текст. У него потрясающий голос…». Роль убийцы в маске и костюме во всех сценах исполнял профессиональный каскадёр, за исключением одного эпизода — когда убийца подкрадывается к Рэнди, маньяка сыграл Скит Ульрих, попросивший разрешение у Крэйвена.

## Съёмочный процесс
Съёмки фильма проходили на протяжении восьми недель, с 15 апреля по 14 июня 1996 года, при производственном бюджете в 15 миллионов долларов. Сценарист Кевин Уильямсон находился на площадке постоянно, по необходимости внося незначительные изменения в сценарий. Для создания специальных эффектов к работе привлекли студию «KNB EFX GROUP Inc.» и её специалистов — Говарда Бергера, Роберта Курцмана и Грегори Никотеро. На площадке было использовано 50 галлонов (почти 190 литров) фальшивой крови, изготовленной из кукурузного сиропа и пищевого красителя, а для съёмок сцен с нанесением ножевых ранений использовали ножи с задвигающимся лезвием. Во время съёмок пришлось отказаться от некоторых смертей — первоначально планировалось, что Татум умрёт от упавшей на неё двери гаража, но в итоге в фильм попал вариант, предложенный ассистентом Кевина Уильямсона.

### Локации

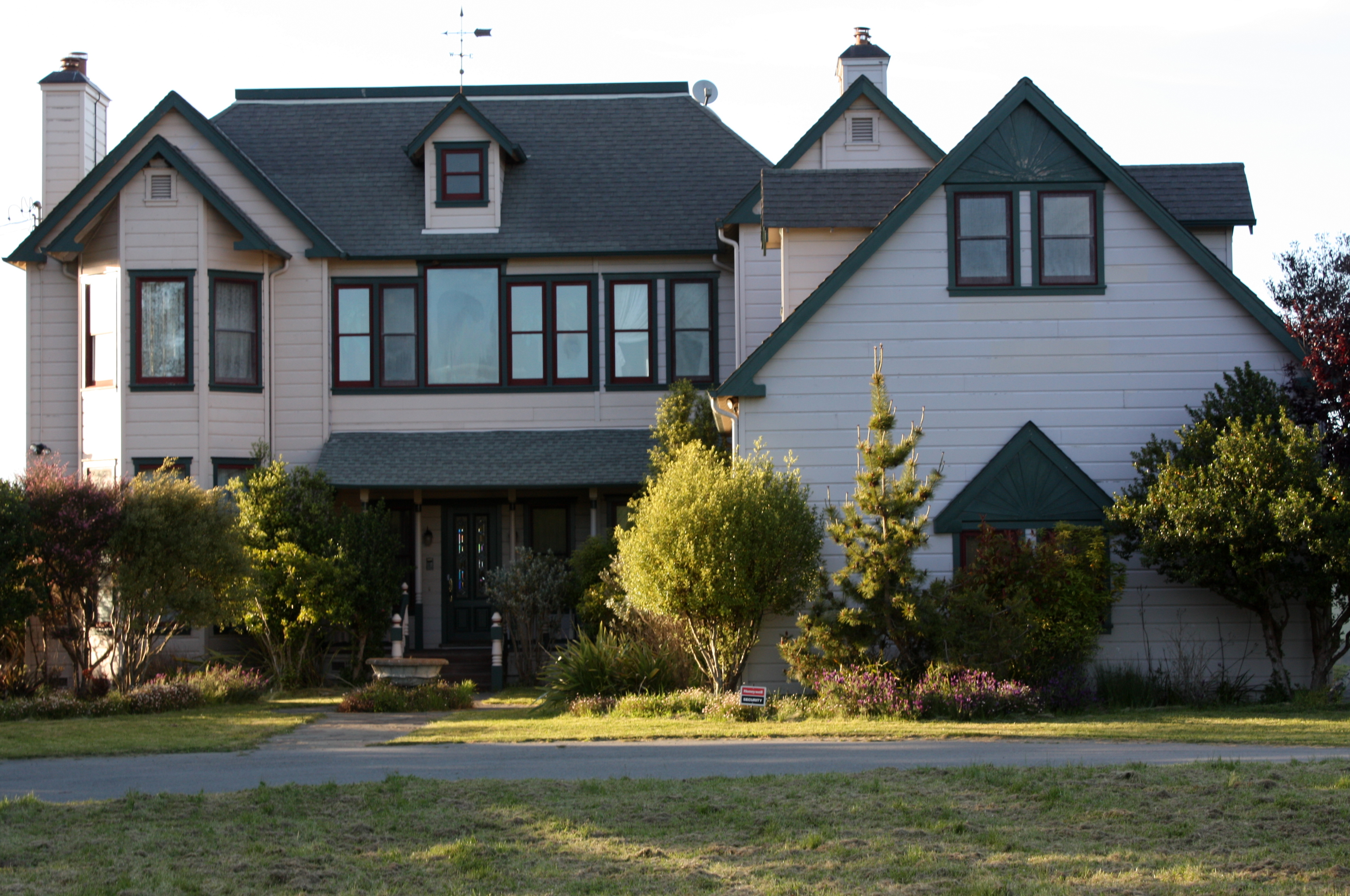
Фасад дома Стю, где происходит действие финала картины — съёмки проходили в его окрестностях на протяжении трёх недель.

Братья Вайнштейн хотели снимать картину в канадском городе Ванкувер, а не в США — это помогло бы сэкономить 1 миллион бюджета на налогах; но Крэйвен настоял на съёмках в Штатах, чтобы фильм выглядел «по-настоящему американским». Разногласия привели к тому, что Крэйвена чуть не уволили из проекта, в итоге братья Вайнштейны уступили режиссёру. Также рассматривался вариант съёмок в Северной Каролине, но в таком случае понадобились дополнительные работы по возведению декораций, что увеличило бы затраты. Другим вариантом была Калифорния — округ Сонома, и города Санта-Роза, Хилдсберг и Томалес-Бэй. В качестве городской площади Вудсборо снимали центр Хилдсберга. Дом Сидни Прескотт находится в городе Калистога, к северу Санта-Розы, а дом Татум — на «McDonald Avenue» в Санта-Розе, напротив особняка из фильмов «Поллианна» (1960) и «Тень сомнения» (1943).
Часть сцен планировалось снимать в школе Санта-Розы, которая, по словам режиссёра, выглядела очень «по-американски», однако руководство учебного заведения отказало съёмочной группе из-за обилия насилия и жестокости в сценарии. Местные газеты раскритиковали фильм, а большинство родителей выступили против съёмок в школе, где учатся их дети; общественность часто сравнивала события фильма с убийством Полли Клаас тремя годами ранее.

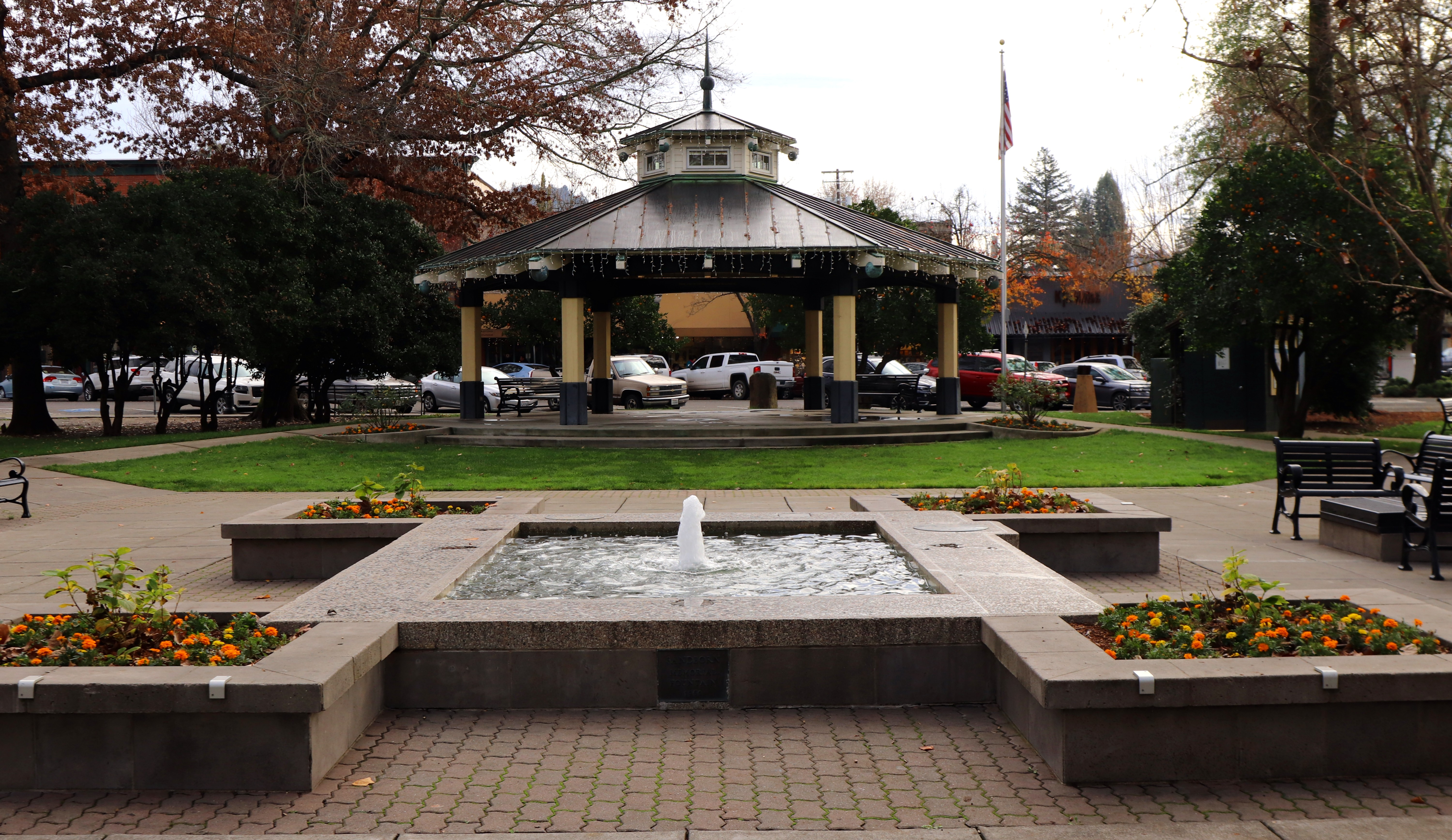
Healdsburg, California.

Продюсеры получили поддержку от школьников и некоторых местных жителей, отмечавших что город получит финансовую выгоду от проведения съёмок; другие апеллировали к первой поправке к конституции США. 16 апреля прошли общественные дебаты, на следующий день после запланированных съёмок. Однако Крэйвен не хотел затягивать съёмки и 15 числа приступил к работе над сценой с убийством Кейси Бейкер, продолжавшейся пять дней; между тем, город принял решение не в пользу киношников, и съёмки «школьных» сцен были перенесены в «Sonoma Community Center» на юге Санта-Розы. «Самое ироничное в том, что в школьном совете кто-то сказал нам, что мы учим детей неправильным вещам и подаём дурной пример, хотя одного из них арестовали за избиение жены», — вспоминал Крэйвен. В финальных титрах картины в разделе «Благодарности» по настоянию режиссёра разместили надпись: «Никакой благодарности совету окружной школы города Санта Роза» (англ. No Thanks Whatsoever To The Santa Rosa City School District Governing Board).

### Костюмы
«Они не стирали мою одежду. Буквально. Я снимала её утром и надевала вечером — пятна крови должны были быть расположены в тех же местах. Они просто слегка смачивали места, где на материи была кровь. Клянусь богом, в последний день съёмок я хотела сжечь эту одежду».
Дизайнер одежды Синтия Бергстром, работавшая до этого над сериалом «Баффи — истребительница вампиров», получила единственную задачу от Уэса Крэйвена: костюмы не должны зависеть от моды, быть вне времени. При выборе цветов — оранжевый, жёлтый, красный и шартрез — дизайнер вдохновлялась картиной Эдварда Мунка «Крик».
Простой свитер Дрю Бэрримор в начальной сцене привносил «ощущение уюта, чего-то повседневного», что контрастировало с событиями, показанными в прологе; образ Бэрримор в фильме стал одним из популярных костюмов на Хэллоуин среди поклонников фильмов ужасов.
Для Сидни в первой половине картины подбиралась мешковатая одежда, характерная для юношей (частью чтобы оставить зрителей в неопределённости относительно того, является ли она Призрачным лицом или нет), и женственная — во второй части фильма. Как объясняла Бергстром, героиня «как будто защищалась. В её внешнем виде отражались чувство стыда и грусти, а также потребность разобраться с собственной сексуальностью»; это простая классическая одежда, которую подростки носят и в XXI веке. Для Татум подбиралась более модная одежда, которую могли бы носить подростки из Лос-Анджелеса. Майка с цифрой «10» является отсылкой к персонажу Джонни Деппа — Глена Ланца из фильма Уэса Крэйвена «Кошмар на улице Вязов» 1984 года; по словам Бергстром, вся одежда в той сцене была выбрана актрисой Роуз Макгоуэн. В финале фильма персонаж Кортни Кокс носит такой же красный пиджак, как у её коллеги по сериалу «Друзья» Лизы Кудроу в фильме «Роми и Мишель на встрече выпускников». Бергстром хотела сделать персонажа Скита Ульриха, Билли, более похожим на «качка-спортсмена», вроде Стива Орта из вступительной сцены. Для финала фильма костюмеры попробовали белые майки множества брендов, пока не остановили выбор на "Calvin Klein или Kenneth Cole, вспоминала Бергстром. Крэйвен изначально хотел, чтобы роба, которую носит Призрачное лицо, была белого цвета, но от идеи отказались, поскольку убийца выглядел как дружелюбное привидение Каспер. Позже в одном из магазинов в окрестностях Хилсборо в Калифорнии, где съёмочная группа искала локации для съёмок, оператор увидел чёрный материал, который идеально подошёл для одежды главного злодея.

### Маска
Одной из первых задач съёмочной группы было создание маски убийцы. В сценарии Уильямсон описал главного злодея лишь фразой «убийца в маске», и у Крэйвена не было представления о том, как должен выглядеть злодей. Маску маньяка, позже получившего прозвище «Призрачное лицо», нашла Марианна Маддалена во время подбора локации для съёмок дома Татум в том же районе, где снимался фильм «Тень сомнения» (англ. Shadow Of A Doubt) в Санта-Розе. Она вспоминала, что они зашли в двухэтажный дом: «Хозяйка была не против того, чтобы мы осмотрелись. Я поднялась на второй этаж и зашла в спальню мальчика. Было ощущение, что там уже некоторое время никто не жил, будто из комнаты съехали. И тут я увидела на стуле маску и плащ белого цвета. Я подумала: „Боже, она идеально подходит!“». Первой реакцией Крэйвена и съёмочной группы на находку Маддалены была фраза: «Нам она не нравится». Крэйвен не хотел использовать маску в фильме, так как правами на дизайн владела компания «Fun World» — режиссёр был настроен придумать новую маску. В сценарии она была описана двумя словами — «маска призрака» (англ. Ghost Mask). В магазинах сети «Fun World», знаменитый костюм с маской носит название «Отец Смерть» (англ. Father Death). В одной из сцен Крэйвен специально показал упаковку так, чтобы было видно название, и таким образом намекнуть зрителям, что в убийствах может быть замешан отец Сидни, которого полицейские никак не могут найти.

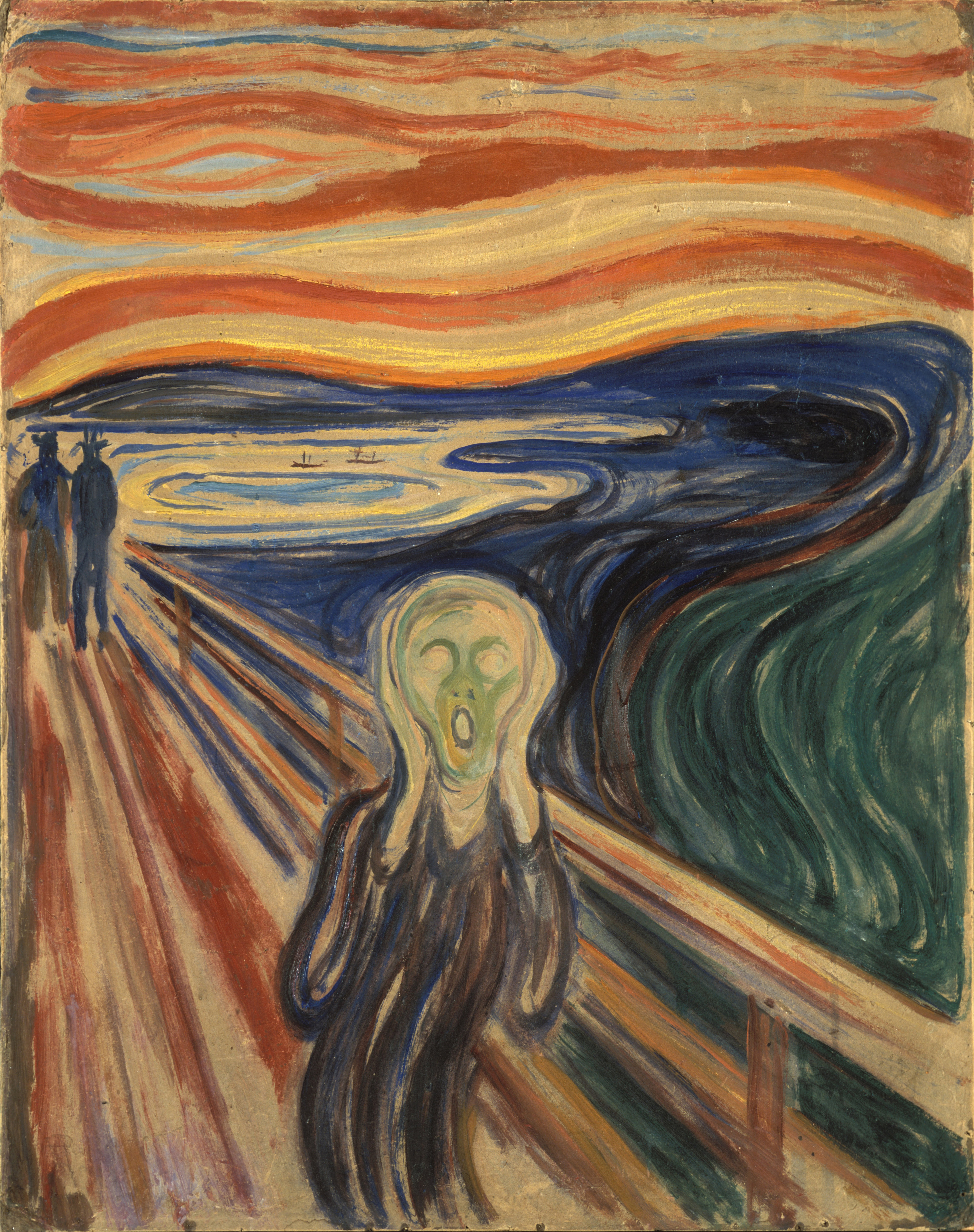
Картина Эдварда Мунка «Крик».

Специалисты студии «KNB EFX GROUP Inc.», работавшие над визуальными эффектами и дизайном картины, нарисовали несколько концептов — от деформированных человеческих лиц до монстров с клыками; ни одна из идей не понравилась Уэсу, и он попросил изменить дизайн маски «Призрачного лица» так, чтобы сохранить узнаваемые черты, но избежать конфликта с правообладателями. Студия создала несколько прототипов, которые тоже не понравились режиссёру. После нескольких недель безуспешных поисков альтернативы и креативных, также приближающимся началом съёмок, Маддалена предложила: «„Почему бы нам не позвонить этой даме и не узнать, не выбросила ли она маску? Может, она всё ещё у неё, и, по крайней мере, взглянем на неё ещё раз?“. Брюс Миллер отправил туда менеджера по локациям, и, конечно же, он вернулся с маской, и я попросила Уэса ещё раз взглянуть на неё, и он сказал: „Давайте переделаем её“. И мы, наконец, приняли решение! Конечно, пришлось звонить и получать права у „Fun World“. Это была маска для Хэллоуина массового производства, и права на неё стоили денег. Кэри Гранант заключил сделку с „Fun World“, и мы получили права. Даже в этот момент Уэс всё ещё очень хотел сделать свою собственную версию, поэтому он сказал: „Хорошо, мне это нравится, но я хочу немного изменить форму“. Так мы и поступили, и в „KNB“ сделали свою собственную скульптуру с некоторыми изменениями. Мы начали снимать вступительную сцену с ней и очень быстро поняли, что исходная маска идеальна, поэтому мы вернулись к ней». Пока продолжались переговоры, студия «KNB» создала копию маски с небольшими изменениями — её использовали в двух сценах: в сценах убийства Кейси Бейкер и директора Химбри, но результат вновь не удовлетворил Крэйвена, и во всех остальных эпизодах уже использовали маску «Fun World».
Спустя 25 лет после выхода картины Маддалена не устаёт повторять, что был сделан правильный выбор: «Когда я впервые увидела эту маску, я поняла, что она особенная. Я очарована историей её происхождения, и если вы зайдете на мой веб-сайт, увидите некоторые из самых ранних дизайнов того, что впоследствии стало маской. До сих пор остаётся загадкой, кто именно придумал оригинальный дизайн, и как конечный дизайн попал в „Крик“, впоследствии став культовым. Мне нравится узнавать о ней всё больше и больше — поэтому могу сказать, что я одержима маской, и я так рада, что многие поклонники испытывают те же чувства».
«Многие знают эту историю в моём изложении, потому что мне пришлось участвовать в ней от начала до конца. Все споры, как известно, в основном шли вокруг маски. Им [руководству студии] всё казалось пустым. Будто не было ничего будоражащего, маска была нестрашной. С самого утра на меня обрушивались звонки — от меня требовали изменить абсолютно всё».

### Открывающая сцена
Дом Кейси Бейкер снимали в Санта-Розе на «Sonoma Mountain Road» — прямо напротив дома из фильма «Куджо» (1983) по роману Стивена Кинга. Перед началом съёмок Дрю Бэрримор рассказала Крэйвену о статье в газете — в ней говорилось о хозяевах собаки, которые мучили и сожгли животное: «Я помню, как Дрю начала плакать, рассказывая мне эту историю. Поэтому когда мне нужны были сильные эмоции, я просто говорил: „Я достаю зажигалку“ и начинал пересказывать ей эту заметку». По словам Джули Плек, Дрю начинала плакать, а Крэйвен давал команду «Мотор!». Казусной оказалась ситуация, когда Дрю Бэрримор несколько раз звонила в «911», потому что художник по реквизиту Джей Пи Джонс забывал отключать настоящий телефон, использовавшийся во время съёмок. По словам Крэйвена, он долго думал, оставлять ли фразу Кейси о том, что «первый „Кошмар на улице Вязов“ — лучший фильм в серии, а остальные — отстой»: «Я боялся, что зрители посчитают меня крайне эгоцентричным». Когда Кейси бьёт убийцу телефонной трубкой, в костюме маньяка был сам режиссёр. Перед съёмками сцены Бэрримор сказала, что не хочет встречаться с Роджером Джексоном, озвучившим Призрачное лицо: «Это было великолепно! Я стоял под дождём, у нас был убийца, Роджер, в палатке по соседству, и он говорил с ней по телефону. Она хотела лишь слышать его голос. Это был невероятно умный ход», — вспоминал Кевин Уильямсон. Пролог картины с участием Бэрримор отсняли за пять дней.

Дрю Бэрримор в роли Кейси Бейкер.

Два самых сложных эффекта были использованы в открывающей сцене убийства Кейси Бейкер и Стива Орта, которого выпотрошили от грудной клетки до таза, в результате чего внутренние органы вываливаются наружу. Для этого эпизода разработали специальное кресло без спинки, в нём расположили нижнюю часть манекена, а плечи и голова принадлежали актёру; манекен был тщательно замаскирован, создавая эффект, будет весь торс принадлежит актёру, который изображал мучительную смерть. Внутренние органы были созданы из резины, латекса и желатина, которые выпадали из живота умирающего юноши. В другой части сцены Кейси Бейкер также нанесли ножевые ранения в живот, а затем повесили на дереве — в этом случае для персонажа изготовили манекен в полный рост с лицом актрисы Дрю Бэрримор.
Хотя Боб Вайштейн позвал Крэйвена в проект, в определённый момент Уэс едва не ушёл из-за конфликта с боссами студии. Посмотрев отснятый материал — исходное видео сцены с участием Дрю Бэрримор, — Вайнштейн и руководство студии решило, что производство картины развивается не в том направлении, которое им нужно, и было готово заменить Крэйвена на посту режиссёра. Крэйвен и Уильямсон снимали короткую сцену, в которой полиция сажает Коттона Уири в машину, когда раздался телефонный звонок; Уильямсон вспоминал, как следил за реакцией Крэйвена на разговор и «как напряглась его спина». По словам Кэти Конрад и Марианны Маддалены, такой поворот стал настоящим ударом для всей съёмочной группы, уверенной, что всё идёт по плану, однако боссы студии считали иначе: маска убийцы была абсолютно нестрашной, а съёмки, по мнению Вайнштейна, «мягко говоря, посредственные» (англ. workmanlike at best). Уильямсон отметил, что «это определённо не те слова, которые нужно слышать режиссёру» — Крэйвен несколько дней ходил подавленным, ему даже прислали монтаж фильма «Ночное дежурство». По мнению руководства студии, так должен был выглядеть «Крик». Никто из актёров не был в курсе, что проект близок к тому, чтобы остаться без режиссёра.
Однажды вечером Крэйвен собрал свою команду и нескольких членов съёмочной группы в своём номере в отеле, чтобы обсудить возможность пересьёмки части материала с другими масками, чтобы потом выбрать лучший вариант и смонтировать с уже отснятым видео. Работая интенсивно, Крэйвен и режиссёр монтажа Патрик Люссье собрали рабочий вариант первых 13 минут картины и отправили кассету на просмотр в Нью-Йорк. Увидев материал, руководство студии изменило своё отношение. Люссье вспоминал, как боссы признали свою неправоту: «Они сдались и сказали: „Ладно, мы не правы. Всё идет отлично. Это выглядит напряжённо и страшно. Признаём, что неправильно оценили вашу работу“. И вдруг на нас посыпались деньги — для записи оркестра и многих других вещей».

### «Третий акт»
Съёмки финальной части картины (около 42 минут экранного времени), которую убийца называет «третьим актом», продолжались 21 день. Среди создателей фильма эпизод известен, как «Сцена 118» (англ. Scene 118), одна из самых сложных во всём фильме: здесь задействовано много персонажей на разных локациях, параллельно развивается несколько динамичных сюжетных линий. Дом Стю расположен на «Tomales Road» к востоку от Томалес-Бэй. Особняк, где проходили съёмки, пустовал долгое время — его построила супружеская пара, муж и жена умерли один за другим в течение месяца, а их детям не нужен был дом, поэтому наследники быстро согласились сдать его для съёмок фильма. Съёмки финальной сцены в доме были достаточно напряжёнными, Мэттью Лиллард рассказал об атмосфере на площадке: «Я отчётливо помню, как смотрю на Скита и Нив, мы складываем вместе руки, касаясь подушечками пальцев друг друга. А затем начинаем медленно раскачиваться взад-вперёд и теряемся в застывшем моменте. Поймите, когда ты кричишь и бегаешь со всех ног на протяжении 12 часов и делаешь всё это 22 дня подряд… иногда ты действительно сходишь с ума». Актёры были эмоционально истощены, поскольку неделями изображали страх и бегали в окрестностях, облитые фальшивой кровью, а съёмки проходили исключительно в ночное время. Все актёры на время съёмок остановились в отеле «DoubleTree Hotel Sonoma Wine Country». Они часто возвращались в свои номера рано утром — Нив Кэмпбелл наблюдала, как забавно менялись выражения лиц местных жителей, когда они видели актёров, покрытых фальшивой кровью.
«Временами мне кажется, что фрагменты воспоминаний о съёмках „Крика“ складываются в один бесконечно идеальный, прекрасный и весёлый опыт, который, как я была уверена, изменит мою жизнь. Конечно, так и вышло».
Работа с Крэйвеном оставила у Кэмпбелл яркие воспоминания. Актриса была измотана и собиралась с силами во время съёмок сцены, в которой её собираются убить: «он [Крэйвен] вдруг подходит ко мне и шепчет в ухо: „Представь, как тысяча пуль проходят через твоё тело“ и уходит. Это было феноменально». Когда телефонная трубка выпадает из рук Билли, и он бьёт ею Стю по голове, Мэттью Лиллард выдал импровизированную реплику «Ты ударил меня грёбаным телефоном, козёл!» (англ. You Fucking Hit Me With The Phone, You Dick), которая вошла в окончательный вариант фильма.
Когда Сидни выпрыгивает из кладовки в костюме убийцы и наносит два удара остриём зонтика в грудь Билли, маньяка сыграл каскадёр, использовавший зонт с задвигающимся механизмом; на Ските Ульрихе был специальный защитный жилет, и первый удар зонтиком пришёлся по нему, а второй — уже в незащищённую часть. Болезненная реакция актёра — настоящая: в детстве он перенёс операцию на открытом сердце, и эта область тела осталась очень чувствительной. Этот дубль включили в окончательный монтаж фильма. Крэйвен назвал эпизод, в котором Сидни нажимает рукой на рану Билли «интимным занятием любовью наоборот» (англ. intimate reverse love-making), в котором «она проникает внутрь него».
Оператора Марка Ирвина уволили за неделю до окончания съёмок, во время работы над финалом картины — просматривая отснятый материал, Крэйвен понял, что значительная часть материала снята в расфокусе, и непригодна для использования. Фильм закончил оператор Питер Деминг.

## Постпроизводство

### Монтаж и рейтинг
Работу над монтажом картины возглавил Патрик Люссье, с которым Крэйвен работал над несколькими проектами до «Крика». Завершив съёмки в июне 1996 года, Крэйвен два месяца работал над монтажом картины. Режиссёр много раз вступал в конфликт с Ассоциаций кинокомпаний из-за возрастного рейтинга; его вынуждали смягчить кадры наиболее жестоких сцен, чтобы избежать рейтинга «NC-17». Эти возрастные ограничения превратили бы фильм в «прокатного самоубийцу», ведь кинотеатры и магазины стараются не показывать такие картины. Хотя «Dimension» уже выпускала фильмы с маркировкой «NC-17», большинство релизов сталкивались с проблемами отсутствия зрительской аудитории. Студия хотела получить менее строгий рейтинг «R», но продюсеры считали, что вырезанные по требованию ассоциации сцены лишат картину важных элементов и снизят качество готового кино. С наибольшими трудностями столкнулся монтаж открывающей сцены с участием Бэрримор — согласовывая каждую новую версию, представители ассоциации пытались вычеркнуть из фильма эпизод, где актриса бежит в замедленной съёмке, а потом её закалывают в грудь. Крэйвен солгал представителям Ассоциации, сказав, что у него есть только один дубль, и нет кадров на замену эпизода. Продюсер «Dimension» Ричард Поттер вспоминала это противостояние: «Это казалось безумием, потому что не было никакой конкретики. Просто „слишком много крови, слишком много расчленёнки“. Есть фильмы более кровавые и жестокие, чем первые варианты „Крика“, но они всё равно получают более мягкий рейтинг, потому что в них видят художественную ценность. Я всегда говорил, что разница между ужастиком и триллером в отношении к персонажу. Если герой понравился — это триллер. Если нет — ужастик».
«Как режиссёр я могу делать что-то очень хорошо, но мне не разрешают переносить результат моей работы на экран. В конце концов, они с достали с „напряжённостью“, сказав: „Дело не в конкретном кадре, и не в обилии крови… Сцена просто слишком напряжённая…“»
Крэйвен отправлял восемь вариантов фильма: больше всего претензий было к сценам смерти Стива Орта (Крэйвена попросили вырезать все кадры, в которых показано, как внутренние органы выпадают наружу); гибели оператора Кенни, которому перерезали горло — в них показано лицо мужчины в агонии; наконец, меньше экранного времени осталось у сцены, в которой дверь гаража раздавила голову Татум. Посмотрев смонтированную версию финальной сцены на кухне в доме Стю, Уильямсон сказал Крэйвену: «Я никогда не представлял столько крови в этой сцене. Почему она такая кровавая?» на что режиссёр ответил: «Кевин, ты написал сцену, в которой двое парней наносят друг другу удары ножом. В таком случае скажи мне, как её надо снять», и вопросы Уильямсона сразу отпали. После этого у Ассоциации кинокомпаний всё ещё оставались требования к финальной сцене, в которой Билли и Стю наносят удары ножом друг другу — цензура требовала уменьшить количество показанной крови, в частности, зрители не должны были увидеть, как кровь льётся на пол; на тот момент вероятность того, что фильм не получит рейтинг «R», если не будут внесены эти изменения, была крайне велика.
Из сцены первого нападения убийцы на Сидни вырезали кадр, в котором девушка бьёт маньяка картиной, которую схватила со стены — Крэйвен уже на съёмках был уверен, что зрители будут шутить над тем, как часто достаётся убийце от своих жертв. Что касается диалогов, то одной из самых противоречивых строчек стала фраза «Фильмы не порождают убийц. Они делают их изобретательней» (англ. Movies Don’t Create Psychos, Movies Make Psychos More Creative). По словам Патрика Люссье, Ассоциация кинокомпаний пыталась её вырезать, хотя не говорили этого прямо. Это любимая фраза самого Уильямсона и в то же время — важный посыл картины. По его словам, в то время политик-республиканец Боб Доул выступал против жестокости в кино ― одной из его мишеней был фильм Квентина Тарантино «Прирождённые убийцы». Уильмсон вспоминал, что хотя о жестокости в кино писали, не было исследований, которые бы подкрепляли идею, что кино порождает насилие. По словам сценариста, «это был мой скромный непубличный ответ. Не знаю, получилось или нет, но я уверен, что это потрясающая реплика».
Поскольку приближалась дата премьеры, вмешался сам Боб Вайнштейн, который лично встретился с представителями Ассоциации. По мнению продюсера, они слишком сконцентрировались на элементах ужастика, не понимая, что из себя на самом деле представляет картина. Хотя Вайнштейн согласился, что фильм получился напряжённым, он отметил, что в картине много от комедии и сатиры — фильм не прославлял бессмысленную жестокость. Ассоциация пересмотрела своё решение и в итоге присвоила фильму более мягкий рейтинг «R».

### Музыка Белтрами
Музыку написал Марко Белтрами — это первый полнометражный фильм композитора. Крэйвен поставил перед своим ассистентом Джули Плек задачу найти «нового», «свежего», «удивительного» музыканта — несколько коллег посоветовали ей обратиться к Белтрами, и вскоре у него попросили примеры работ. Впечатлённый творчеством Белтрами, Крэйвен пригласил его на площадку для просмотра отснятого материала с гибелью героини Бэрримор. При первой встрече Крэйвен сказал композитору, что тот единственный, у кого есть свой стиль, поскольку прослушанные режиссёром звукозаписи звучали как подражание Джону Уильямсу. Белтрами поручили написать музыку к открывающей сцене. После того, как с результатом ознакомились продюсеры и братья Вайнштейн, композитора наняли, чтобы написать музыку ко всему фильму. Раньше он не работал над фильмами ужасов — Крэйвен и режиссёр монтажа Люссье подсказали, как создать напряжение. Режиссёр хотел, чтобы музыка намеренно нагоняла напряжение в определённых сценах, когда зрители ждут испуга, как в аналогичных эпизодах других фильмов ужасов. Звучание нарастало, чтоб намекнуть, что убийца стоит за дверью, но в итоге ничего не происходило.
По словам Белтрами, до этого он не смотрел фильмы ужасов, а в работе над «Криком» писал музыку «от лица персонажей». Белтрами намеренно ушёл от стандартных приёмов жанра — его работа больше напоминала саундтрек к вестерну в стиле Эннио Морриконе. Когда композитор писал тему Дьюи, он представлял шерифа на Диком Западе, делая упор на звучание гитар. Главная тема Сидни — «Sidney’s Lament» — содержит женский вокал, выражающий «сожаление». По словам Белтрами, «этот голос говорил за персонажа, потерявшего мать». Кристиан Клемменсен с сайта «Filmtracks.com» назвал «тревожный» вокал «голосом всей франшизы» — музыкальная тема неоднократно использовалась в фильме и его продолжениях. Белтрами вспоминал, что не мог реализовать свои задумки темы Сидни из-за малого бюджета. Композитор хотел использовать гармонии струнных инструментов, но их было недостаточно. Поэтому он подумал про свист: «Что мы могли сделать? Может, будет лучше, если музыканты будут насвистывать. Кто-то свистел, кто-то — нет. Я подумал: „Мне нужно больше свиста“. Я повернулся к Уэсу и спросил, умеет ли он свистеть? Он подошёл к музыкантам на струнных и продюсерам, насвистывая тему Сидни. Теперь, всегда как слышу эту мелодию, я представляю, как Уэс свистит перед музыкантами».
Альбом с музыкой Марко Белтрами выпустил лейбл «Varèse Sarabande» 14 июля 1998 года на компакт-диске под названием «Scream/Scream 2» также были помещены композиции из сиквела. В издание вошли шесть композиций из первого фильма: «Sidney’s Lament», «Altered Ego», «A Cruel World», «Trouble In Woodsboro», «Chasing Sidney» и «NC-17». Время звучания составило 12 минут, хотя для картины было написано более часа инструментальной музыки, а на других изданиях саундтрека выпустили около 30-45 минут. Некоторые обозреватели отметили, что, возможно, малый объём связан с высокими затратами на выпуск саундтрека и нежеланием лейбла за это платить. Альбом получил в основном положительные отзывы критиков — Микаэль Карлссон отметил, что «это один из самых захватывающих саундтреков, написанных для фильма ужасов за последние годы». Обозреватель «Filmtracks.com» написал, что альбом имеет «культовый» статус, присвоив ему 3 звезды из 5. Ресурс «AllMusic» вынес свой вердикт: «Идеально схваченный дух постмодернизма и лихая атмосфера фильмов всей серии», также присвоив изданию 3 звезды из 5.

## Продвижение

### Смена названия
Когда съёмки картины почти завершились, братья Вайнштейн изменили название «Очень страшное кино» на «Крик» (англ. Scream) в честь песни Майкла Джексона. Боб Вайнштейн считал, что старое название не подходит фильму, так как в картине много сатиры и юмора — Марианна Маддалена считает, что у студии уже тогда были планы снять фильм-пародию, потому что она не видела обоснованных аргументов в пользу смены названия. Съёмочной группе не понравилось новое название, которое они посчитали «тупым» — среди них были Крэйвен и Уильямсон, однако оба позже признались, что Вайнштейн принял правильное решение. Сувенирная продукция для актёров и съёмочной группы сохранила старое название. Например, у актрисы Роуз Макгоуэн осталась бутылка вина с этикеткой «Очень страшное кино».
Между тем, компания «Sony Pictures» подала в суд на «Dimension Films» и «Miramax» за новое название проекта — «Крик». По мнению «Sony», их соперники хотели привлечь внимание зрителей названием будущей картины после релиза их собственного фильма «Крикуны» (англ. Screamers) (1995), выпущенной годом ранее. Разногласия разрешились во внесудебном порядке; по мнению продюсера Марианны Маддалены, дело было в давних разногласиях студий, а судебный иск из-за названия стал лишь поводом — к тому времени создатели «Крика» могли свободно использовать это название в будущих фильмах серии.

### Рекламная кампания
В рекламной кампании фильма — в трейлерах и на постерах — использовались слоганы:
- «Новый триллер Уэса Крэйвена» (англ. A New Thriller From Wes Craven)
- «Кто-то играет в смертельные игры. Тот, кто посмотрел слишком много фильмов ужасов» (англ. Someone Is Playing A Deadly Game, Someone Who Has Seen Way Too Many Scary Movies)
- «Назови убийцу. 20 декабря» (англ. Name The Killer! December 20th)
- «Он зашёл слишком далеко в своей любви к страху» (англ. He's Taken His Love Of Fear, One Step, Too Far)
- «Разгадка этой тайны может убить» (англ. Solving This Mystery Is Going To Be Murder)
- «Я скоро вернусь…» (англ. I'll Be Right Back)
- «Не отвечай на звонок. Не открывай дверь. Не пытайся сбежать» (англ. Don't Answer The Phone. Don't Open The Door. Don't Try To Escape.)
- «Кто-то зашёл слишком далеко в своей любви к фильмам ужасов. Разгадка этой тайны может убить» (англ. Someone Has Taken Their Love Of Scary Movies One Step Too Far. Solving This Mystery Is Hoing To Be Murder!)
- «Кто-то зашёл слишком далеко в своей любви к фильмам ужасов» (англ. Someone's Taken Their Love Of Scary Movies One Step Too Far!)
- «Попытайся успокоиться… В последний раз» (англ. Make Your Last Breath Count)
- «Теперь кто-то — жертва. А кто-то — подозреваемый» (англ. Now Someone Is Victim And Someone Is A Suspect)
- «Последнее слово в ужасах от мастера жанра» (англ. From The First Name In Suspense Comes The Last Word In Fear)
- «Не спрашивай „Кто здесь?“. Не выходи из дома. Не отвечай на звонок. Но самое главное — не кричи!» (англ. Don't Answer The Door, Don't Leave The House, Don't Answer The Phone, But Most Of All, Don't SCREAM!)
- «Теперь каждый — жертва и подозреваемый» (англ. Now Everybody Is A Victim And Everybody Is A Suspect!)

### Саундтрек
Альбом с песнями из фильма поступил в продажу 20 декабря 1996 года от лейбла «TVT Soundtrax»; в него вошли 11 песен популярных исполнителей, а также музыка Марко Белтрами — композиции «Trouble In Woodsboro» и «Sidney’s Lament». Альбом не считается успешным, так как не попал в «Billboard 200». Портал «AllMusic» присвоил релизу 3 звезды из 5. Группа «Republica» выпустила две версии клипа на песню «Drop Dead Gorgeous» — одна из них содержала сцены из фильма и часто транслировалась на канале «MTV». Хотя песня «Ready To Go» этой группы звучит в фильме, она появилась только в европейской версии альбома от лейбла «Cinerama», а также в нескольких телевизионных рекламных роликах «Крика».
Песня «Red Right Hand» Ника Кейва используется в продолжениях, за исключением «Крика 4»; для третьей части Кейв записал эксклюзивную новую версию. Песня Элиса Купера «School’s Out» звучит в сцене отмены занятий в школе Вудсборо, в альбоме её заменили на кавер-версию в исполнении группы «The Last Hard Men». Акустическая версия «(Don't Fear) The Reaper» в исполнении Гаса Блэка звучит фоном, когда Сидни и Билли обсуждают свои отношения. Композиция также появляется в фильме «Хэллоуин» 1978 года — создатели «Крика» сделали множество отсылок к классической картине Джона Карпентера. Джефф Смит так объясняет выбор песен:

...это ироничный подход к объяснению брутальной открывающей сцены. Что ещё важнее — аллюзия на классическую песню «Blue Öyster Cult», когда авторы фильма придают композиции буквальный смысл. В песне поётся о Жнеце (англ. Reaper) — популярном символе смерти, в то время как «Крик» делает Жнецом конкретного героя, который не только одевается как Мрачный Жнец (Grim Reaper), но и мстительно убивает других персонажей фильма. Несомненно, ирония в том, что Билли и есть один из двойников-убийц, тот самый «Жнец», которого стоит бояться.
| №                   | Название                                  | Автор(ы)                                                             | Исполнитель                 | Длительность |
| ------------------- | ----------------------------------------- | -------------------------------------------------------------------- | --------------------------- | ------------ |
| 1.                  | «Youth Of America»                        | Joey Ammo                                                            | Birdbrain                   | 3:03         |
| 2.                  | «Whisper»                                 | Mark Rew, Keith Brown, Kerry Brown                                   | Catherine                   | 3:12         |
| 3.                  | «Red Right Hand»                          | Mick Harvey, Nick Cave and Thomas Wydler                             | Nick Cave and the Bad Seeds | 6:11         |
| 4.                  | «(Don't Fear) The Reaper»                 | Donald Roeser                                                        | Gus Black                   | 4:47         |
| 5.                  | «Artificial World [Interdimensional Mix]» | Julee Cruise, Louis Tucci, Supa D.J. Dmittry, D.J. Silver            | Julee Cruise with the Flow  | 5:08         |
| 6.                  | «Better Than Me»                          | Chris Randall                                                        | Sister Machine Gun          | 4:01         |
| 7.                  | «Whisper To A Scream (Birds Fly)»         | Ian McNabb                                                           | Soho                        | 5:26         |
| 8.                  | «First Cool Hive»                         | Richard Hall                                                         | Moby                        | 5:16         |
| 9.                  | «Bitter Pill»                             | Peele Wimberley                                                      | The Connells                | 3:41         |
| 10.                 | «School's Out»                            | Alice Cooper, Michael Bruce, Glen Buxton, Dennis Dunaway, Neal Smith | The Last Hard Men           | 2:17         |
| 11.                 | «Trouble In Woodsboro / Sidney's Lament»  | Marco Beltrami                                                       | Marco Beltrami              | 3:28         |
| Общая длительность: | Общая длительность:                       | Общая длительность:                                                  | Общая длительность:         | 46:30        |

| №                   | Название             | Автор(ы)            | Исполнитель         | Длительность |
| ------------------- | -------------------- | ------------------- | ------------------- | ------------ |
| 12.                 | «Drop Dead Gorgeous» | Republica           | Republica           | 4:30         |
| Общая длительность: | Общая длительность:  | Общая длительность: | Общая длительность: | 51:00        |

### 25-летие фильма
По случаю 25-летия фильма онлайн-площадка для размещения и поиска объявлений о краткосрочной аренде частного жилья «Airbnb» предложила на период с 27 по 31 октября 2021 года забронировать дом, где проходили съёмки финала картины — гостей ждали приветствие от шерифа Дью Райли в исполнении Дэвида Аркетта, телефонные звонки от Призрачного лица, а также просмотр всех четырёх фильмов франшизы на VHS. Кроме того, у участников мероприятия была возможность присоединиться к онлайн-встрече со сценаристом Кевином Уильямсоном и задать ему вопросы. В октябре состоялся релиз версии фильма в 4K на диске UltraHD Blu-Ray от компании «Paramount Home Entertainment» с новым дополнительными материалами. В декабре журнал «Entertainment Weekly» выпустил специальный номер «The Ultimate Guide To Scream», посвящённый созданию фильмов франшизы.

## Релиз

### Выход в прокат и сборы
Премьера фильма состоялась 19 декабря 1996 года в кинотеатре «AMC Avco» в Вествуде в Лос-Анджелесе. Боб Вайнштейн дал указания выпустить фильм в прокат 20 декабря, столкнувшись с критикой решения назначить премьеру фильма ужасов в рождественские праздники, когда большей популярностью пользуются семейные фильмы. Вайнштейн отметил, что именно поэтому нужно выпускать фильм в эти дни — поклонникам ужастиков просто нечего будет смотреть. Вся съёмочная группа и актёры считали, что из-за этого фильм может провалиться в прокате. Когда за первые выходные картина собрала всего $6 миллионов, многие были уверены, что «Крик» обречён на провал; но уже в следующий уикенд сборы начали расти, достигнув отметки $100 миллионов в домашнем прокате.
Премьера состоялась в 1 413 кинотеатрах, в первые выходные сборы составили $6 354 586 — на втором месте после полнометражного мультфильма «Бивис и Баттхед уделывают Америку», a общие сборы в США достигли отметки почти в $87 миллионов; картина повторно вышла в прокат 11 апреля 1997 года, добавив к сборам ещё $16,2 миллиона — домашние сборы добрались до $103 046 663, а общие сборы составили $173 046 663. Первый фильм остаётся самым успешным во всей франшизе, получив восторженные отзывы критиков — «Крик 2» собрал $172 363 301 по всему миру — на один миллион меньше первой части, на $11 миллионов больше «Крика 3» и на $75 миллионов больше, чем «Крик 4». На 2013 год «Крик» занимал 577-е место в списке самых кассовых фильмов мира.
В США фильм остаётся, с учётом инфляции, 20-м самым успешным фильмом ужасов, а также самым кассовым слэшером до выхода «Хэллоуина» 2018 года — следом шли «Крик 2» и «Крик 3». С учётом инфляции сборы фильма оцениваются в $346 миллионов. Картина стала 15-й в списке самых кассовых фильмов года, хотя ещё до выхода в прокат журнал «Variety» прогнозировал провал из-за конкуренции с фильмами «Джерри Магуайер» с Томом Крузом и «Марс атакует!» с ансамблем кинозвёзд в рождественском кинопрокатном сезоне; по итогам года фильм составил сильную конкуренцию блокбастерам «Миссия невыполнима» и «День независимости» — «Крик» находился в прокате почти 8 месяцев.
Вместе с правообладателем, компанией «Paramount Pictures», прокатчик «Fathom Events» выпустил «Крик» в повторный прокат на одну ночь 10 октября 2021 года.

### Критика и зрители
На сайте «Rotten Tomatoes» рейтинг фильма составляет 79 % на основе 82 обзоров, средняя оценка — 7.20 из 10; указан консенсус критиков сайта: культовая фигура ужасов Уэс Крэйвен деконструирует жанр «хитроумно, остроумно и на удивление эффективно для фильма-слэшера, который кому-то может даже показаться немного дерзким». Средняя оценка картины на «Metacritic» — 65 из 100 на основе 25 — в основном, положительных обзоров. На сайте «Кинопоиск» у фильма рейтинг 7.265 на основе 79 853 оценок зрителей; на «Internet Movie Database» — 7.4 из 10 на основе оценок 328 688 пользователей (на февраль 2022).
По мнению Питера Стэка из «San Francisco Chronicle», в фильме критикуется поп-культура в целом и, в частности, высмеивается общая схема и ряд шаблонов жанра хоррор, через отсылки к конкретным фильмам, о которых говорят герои. В сатирическом ключе обыгрываются такие темы, как девушка-подросток, находящаяся одна в доме; подсматривающий снаружи убийца; друг, который выходит на шум; неприкрытая связь секса и насилия; беспомощность полиции и родителей. Критик характеризовал «Крик» как слэшер качеством выше среднего, который удачно высмеивает «Пятницу, 13-е», «Хэллоуин» и их бездарные сиквелы; Крэйвен не оставил без внимания и собственные картины («У холмов и есть глаза» и «Последний дом слева»). Кевин Томас в обзоре «The Los Angeles Times» назвал фильм «блестящей и провокационной пародией на фильмы ужасов», а также страшной и пугающей, но не мрачной картиной. Обозреватель «Empire» Адам Смит назвал фильм «умным, стремительным и кровавым весельем». Ричард Харрингтон из «Washington Post» расценил фильм как лучший образец в своём роде 1990-х годов и настоящую классику, причём за рамками жанра. Картина обыгрывает многие условности хорроров и слэшеров, получившие распространение с середины восьмидесятых; помимо «чертовски умного и сложного сюжета» с неожиданным финалом, в фильме «искусно смешиваются ирония, самоцитирование и вывернутое наизнанку социальное высказывание, приправленное ужасом и кровавыми ошмётками». «Time Out London» отметил, что Крэйвен создаёт кровавую разновидность постмодернистской комедии на основе наследия поп-культуры в ужастиках: «Наконец появился фильм ужасов, о котором стоит говорить!». Режиссёр и сценарист c пафосом избавляются как от плохих парней, так и от клише; иногда, по мнению рецензента, это выглядит слишком замысловато, но определённо страшно. Издание отметило отличный актёрский состав. «Film4» сравнил картину с другим проектом Крэйвена — фильмом «Кошмар на улице Вязов 7: Новый кошмар» (1994), в котором режиссёр начал играть с постмодернизмом; и хотя провальный «Новый кошмар» был достойным, но не слишком страшным, с «Криком» ситуация другая: это не просто умное кино, а действительно фильм, который на всём своём протяжении, начиная с захватывающей сцены Дрю Бэрримор, ужасает.
Вышедший в прокат между „Криминальным чтивом“ и „Джеки Браун“, „Крик“ стал не только самым кассовым (на тот момент) фильмом ужасов, но и первым неприкрыто постмодернистским артефактом массовой культуры, спектаклем в квадрате, шоу, являющимся метафорой не жизни, но других шоу. Точно следуя описанию посмотдернистской культуры как вальса симулякров (то есть, означающих, не имеющих никакого референта, определяющихся только взаимным расположением таких же означающих) „Крик“ представил зрителям остросюжетную драму о борьбе текста с контекстом, с одной стороны, и о поглощении текстом субъекта, с другой. Об автономной жизни не идеи, но самого означающего, бродячего бренда, пустой формы, которую можно наполнить любым — в том числе и предельно реальным — содержанием.
Академические исследования американских фильмов ужасов, опубликованные в период с 2002 по 2006 год, звучат подобным образом. Рейнольд Хамфрис в 2002 году завершил своё обсуждение в книге «Американский фильм ужасов» (англ. The American Horror Film) разделом под метким названием «Куда мы идём дальше?». Он отметил, что положение вещей в жанре хоррор не способствует оптимизму. Среди редких исключений Хамфрис выделил «Крик» и фильмы М. Найта Шьямалана, но пришёл к выводу, что «несколько ласточек не делают лета», и добавил, что, возможно, более не будет фильмов такого уровня, как «Техасская резня бензопилой». Джон Кеннет Мьюир в своей книге «Фильмы ужасов 1990-х» (англ. Horror Films of the 1990s) пишет, что весь «Крик» выстроен на основе «хитроумных отсылок к фильмам, даже „разгадка“ замаскированной личности убийцы была зашифрована в скрытой ссылке на другой фильм ужасов 1990-х годов, „Мать своих детей“». Эта аллюзия несла в себе, по мнению автора, важный аспект разоблачённого убийцы из «Крика», Билли Лумиса: он тоже был маменькиным сынком. Исследователь относит «Крик», наряду с серией «Ведьма из Блэр», к тем немногим образцам интеллектуальных фильмов ужасов, которые сумели снискать не только признание критиков, но и популярность у зрителей, хотя большинство фильмов 1990-х годов позднее были забыты. Мьюир называет фильм по-настоящему страшным, а первую же сцену, где героиня Дрю Бэрримор сражается с Призрачным лицом, характеризует «не только умной и самореферентной, но и попросту ужасающей»; не менее удачна и остальная часть картины.
Юрий Гладильщиков в своей книге «Справочник грёз. Путеводитель по новому кино» писал о фильме: «„Крик“ — это ужас пополам с юмором», отмечая ироничное отношение фильма к своему жанру и его штампам. Гладильщиков обращает внимание на мысль в фильме: современные люди сформированы массовой культурой, потеряли грань между кино и реальностью и ведут себя так, словно они персонажи триллера. «Насилие стало предметом потребления» и больше всего это относится к подросткам, которые как раз и являются основными персонажами фильма. В заключении Гладильщиков рассуждает, что дав жанру новый импульс, сами Крэйвен и Уильямсон явно запутались, не зная, куда идти дальше. Не зря после третьей части «Крика» они оба надолго замолчали.

### Награды
Фильм и создатели получили несколько наград и номинаций:
| Год  | Награда                             | Категория                    | Работа          | Результат | Примечания    |
| ---- | ----------------------------------- | ---------------------------- | --------------- | --------- | ------------- |
| 1996 | Премия Международной гильдии ужасов | Лучший фильм                 | Крик            | Победа    | [ 100 ]       |
| 1996 | Сатурн                              | Лучшая актриса               | Нив Кэмпбелл    | Победа    | [ 96 ]        |
| 1996 | Сатурн                              | Лучшая режиссура             | Уэс Крэйвен     | Номинация | [ 101 ]       |
| 1996 | Сатурн                              | Лучший фильм ужасов          | Крик            | Победа    | [ 96 ]        |
| 1996 | Сатурн                              | Лучший актёр второго плана   | Скит Ульрих     | Номинация | [ 101 ]       |
| 1996 | Сатурн                              | Лучшая актриса второго плана | Дрю Бэрримор    | Номинация | [ 101 ]       |
| 1996 | Сатурн                              | Лучший сценарий              | Кевин Уильямсон | Победа    | [ 96 ]        |
| 1997 | MTV Movie Award                     | Лучшее исполнение            | Нив Кэмпбелл    | Номинация | [ 102 ]       |
| 1997 | MTV Movie Award                     | Лучший фильм                 | Крик            | Победа    | [ 102 ]       |
| 1997 | Кинофестиваль в Жерармере           | Гран-при                     | Уэс Крэйвен     | Победа    | [ 97 ] [ 98 ] |

## Выход на видео
На домашнем видео выходили две версии фильма: кинотеатральная («R-Rated») и режиссёрская («Director’s Cut» или «Unrated»), основные различия относятся к продолжительности, количеству кадров и крупности планов в следующих сценах:
- Смерть Стива Орта;
- Труп Кейси Бейкер на дереве;
- Смерть Татум в гараже;
- Смерть Кенни;
- Билли и Стю наносят друг другу удары ножом.

### Американские издания
Полная «Unrated»-версия фильма с маркировкой «The Director’s Cut» вышла в США на лазерных дисках со звуком «Dolby Digital» 2 июля 1997 года, и 24 июня 1997 года на VHS. Специальный релиз вместе с трейлером «Крика 2» состоялся 2 декабря 1997 года. Помимо стандартного издания для массового рынка в 1997 году, фильм вышел в нескольких коллекционных форматах. «Unrated»-версию можно было приобрести на видеокассете с одной из трёх обложек, оформленных в едином тёмно-синем цвете с портретами актрис Дрю Бэрримор, Кортни Кокс и Нив Кэмпбелл — на кассете также размещался небольшой ролик о съёмках. На 2021 год редкие издания представляют большую ценность для поклонников франшизы. Другое коллекционное издание «Deluxe Edition» на двух кассетах содержало широкоформатную версию фильма и версию с аудиокомментариями Уэса Крэйвена и Кевина Уильямсона, в релиз также вошла брендированная телефонная карта с 10 минутами бесплатного разговора и три коллекционные карточки с изображениями Бэрримор, Кокс и Кэмпбелл.
На DVD фильм вышел 3 декабря 1997 года. Новый релиз на лазерных дисках (DTS) состоялся 26 августа 1998 года, а 8 декабря вышло специальное издание «Collector’s Edition» на DVD — в него вошли театральный трейлер, интервью с актёрами, комментарии режиссёра и документальный фильм о съёмках. Дистрибуцией вышеперечисленных релизов занималась компания «Buena Vista Home Entertainment», а после выхода «Крика 3» вся трилогия была выпущена 26 октября 2000 года в составе релиза «The Ultimate Scream Collection», куда также вошли бонусный диск с 30-минутным документальным фильмом «Behind The Scream», видео с пробами актёров и неудачные дубли.
29 марта 2011 года, за две недели до выхода в прокат фильма «Крик 4», компания «Lionsgate Home Entertainment» выпустила фильм на Blu-Ray в высоком разрешении 1080p. Диск содержал бонусные материалы с DVD-издания «Collector’s Edition», включая неудачные дубли и удалённые сцены. 19 октября 2021 года по случаю 25-летнего юбилея фильма «Paramount Home Entertainment» выпустила версию фильма в 4K на диске UltraHD Blu-Ray. В обзоре портала «Blu-ray.com» высоко оценили работу над изданием, сравнительно улучшенном по сравнению с релизом 2011 года, а среди бонусных материалов были:
- Аудио-комментарии режиссёра Уэса Крэйвена и сценариста Кевина Уильямсона
- «A Bloody Legacy: Scream 25 Years Later» (7:29): новый короткометражный фильм и интервью с актёрами первого фильма, приуроченный к выходу «Крика» 2022 года
- «Production Featurette» (6:12): небольшой ролик о создании фильма
- два короткометражных ролика «Behind The Scenes»: «On The Scream Set» (3:25) и «Drew Barrymore» (2:53)
- две нарезки интервью с актёрами и съёмочной группой: «What Is Your Favorite Scary Movie?» (2:44) и «Why Are People So Fascinated By Horror Films?» (2:31)

### Зарубежные издания
«Крик» вышел на лазерных дисках во Франции, Японии и Великобритании в 1997 году, а в 1998 году фильм вышел в Германии, в том же году в Японии выпустили «Специальное издание». До 2001 года фильм не выходил на DVD в некоторых странах Европы. Премьера в Японии состоялась 23 декабря 1998 года, в релиз вошли несколько версий фильма: «R-Rated» и «Director’s Cut». Компания «Buena Vista Home Entertainment» выпустила картину в Европе 26 февраля вместе «Криком 2» и «Криком 3» — в релиз вошли диски, аналогичные американскому изданию «Collector’s Edition»; кроме того, на них разместились удалённые сцены, неудачные дубли, трейлеры, музыкальные видео и комментарии создателей — тогда же вышло издание «Scream Trilogy» со всеми тремя картинами в одном боксе.

### Российские издания
В России на VHS картину выпустила компания «Премьер Видео Фильм», а «West Video» издала фильм на DVD вместе со второй и третьей частью. Единственная часть первоначальной трилогии, получившая отдельный релиз на Blu-ray и 4K Ultra HD Blu-ray в России в 2021 году — «Крик: Специальное ремастированное издание к 25-летию» от компании «Свежий ветер»; в издание также вошли 6 коллекционных карточек с кадрами из фильма и календарик, а на диске разместились дополнительные материалы из американского юбилейного издания.

## Наследие

### Воспоминания актёров о съёмках
Несмотря на все сложности и выматывающую работу, у актёров остались прекрасные воспоминания о работе над картиной, во многом благодаря мягкой, но уверенной манере работы Уэса Крэйвена. Джейми Кеннеди рассказал в интервью «The Hollywood Reporter»: «Как-то Уэс сказал мне, что съёмка в фильме ужасов не должна быть ужасным опытом». Это лучшие слова, которые я когда-либо слышал. Мы снимали этот безумный фильм, а вечером пили вино и разговаривали за обычным ужином. Я очень расстроился, когда понял, что всё заканчивается, и расплакался. Кортни тогда сказала: «Дорогой, не плачь. Воспринимай это как летний лагерь». Я ответил: «Но это моя жизнь». На что она возразила: «Нет. Это твоя жизнь на три месяца. Но мы сплотились на всю жизнь». Кэмпбелл признавалась, что она быстро поняла, что у Кокс и Аркетта начался роман — «они постоянно смеялись, будто их было только двое». По словам Джейми Кеннеди, он заметил влечение на одном из совместных чтений сценария: «Между ними была безумная химия». Кэмпбелл также отметила, что других романтических отношений на площадке не возникло, хотя она сама встречалась с Мэттью Лиллардом на протяжении двух лет, правда уже после съёмок в «Крике».
Много лет спустя перед выходом фильма «Крик 4» Кокс в интервью «Entertainment Weekly» рассказала, что работа над первой частью шла проще всего: «Тогда мы только нащупывали правильный путь. Всё шло своим чередом. А потом началось: „Сценарий не готов, он сложный, сценарий опять не готов, сценарий изменился…“. Единственная часть, которую просто было снимать — первая»; «на самом деле, мы все проводили много времени вместе, много веселились на съёмках и в перерывах, с нами был Уэс, мы часто ходили в тот итальянский ресторанчик в Санта-Розе». «Было здорово, потому что мы все хорошо ладили друг с другом. Не было никаких разногласий. Нам всем нравилось быть на съёмочной площадке и наслаждаться Северной Калифорнией. Там было очень красиво. Мы всё время вместе ужинали, и выпили огромное количество вина. Мы смеялись и дурачились, снимая фильм ужасов», — вспоминала Кэмпбелл. «Однажды вечером мы сидели все вместе, и кто-то спросил: „Как думаете, ждёт ли фильм успех? Может, когда-нибудь на Хэллоуин все будут одеваться в этот костюм?“. И мы такие: „Неа. Такого не случится. Может быть… Нет“. И сейчас — 25 лет спустя — я отмечаю со своими сыновьями Хэллоуин, и на встречу мне идут 4 или 5 человек в костюме Призрачного лица. И мой 9-летний сын говорит: „Мам, мам! Скажи им. Скажи!“. Это невероятно», — вспоминала Нив Кэмбелл. «Во-первых, у нас был мастер своего дела — Уэс. Он хорош в том, чтобы пугать людей. У нас был отличный сценарий. Задумайтесь, убить Дрю — это было нечто: забавно, страшно, сексуально. Фильм вышел в нужное время — ужастики были мертвы в тот момент. Мы вернули их к жизни — и сделали это с умом. Думаю, всё сошлось в нужный момент», — считает Джейми Кеннеди.

### Влияние на жанр
До выхода «Крика» считалось, что жанр ужасов находится в кризисе, и большинство картин выходило сразу на видео, в то время как до кинотеатров в основном добирались продолжения культовых картин, вроде «Психо», «Техасская резня бензопилой», «Хэллоуин», «Пятница, 13» и «Кошмар на улице Вязов» — их кассовые показатели ухудшались с каждой частью, а критика и зрители теряли интерес, несмотря на относительно высокий бюджет картин. Зрители хорошо знали центральных персонажей франшиз, таких как Фредди Крюгер, Кожаное лицо, Майкл Майерс и Джейсон Вурхиз, и поэтому перестали бояться культовых кинозлодеев. Кевину Уильямсону, а также кассовому успеху фильмов «Крик» и «Я знаю, что вы сделали прошлым летом», снятых по его сценариям, приписывают важную роль в возрождении жанра молодёжного слэшера в конце 1990-х годов.
«Крик» представил популярных и привлекательных молодых персонажей, инновационный сценарий, а также высмеял сюжетные и жанровые клише, изменив статус «фильмов ужасов». Фильм имел невероятный успех у критиков и зрителей, запустил франшизу и помог карьере исполнителей главных ролей. Критики отмечают оказанное на жанр влияние, изменение тенденций и поворот к так называемой «посткриковой» (англ. post-Scream) эпохе. Многие студии (включая «Dimension Films»), запустили в производство аналогичные картины, желая повторить успех «Крика»: «Я знаю, что вы сделали прошлым летом», «Городские легенды», «Убийства в Черри-Фолс», «День святого Валентина»; стилистику поменяли также сиквелы известных франшиз — например, «Хэллоуин: 20 лет спустя» и «Невеста Чаки». Эти картины получили название «неослэшеры» (англ. The Neo-Slasher).

### Признание
В июне 2001 года Американский институт киноискусства включил картину в список четырёхсот номинантов категории «100 самых остросюжетных американских фильмов за 100 лет по версии AFI». В 2003 персонаж Призрачное лицо получил номинацию в категории «100 лучших героев и злодеев по версии AFI», а в 2005 году фраза «Do You Like Scary Movies?», произнесённая Роджером Джексоном, получила номинацию на внесение в «100 известных цитат из американских фильмов за 100 лет по версии AFI».
«Крик» оказался на 32-м месте в списке «50 лучших фильмов о старшеклассниках» журнала «Entertainment Weekly», а открывающая сцена со смертью героини Дрю Бэрримор оказалась на 13 месте «100 самых страшных сцен в кино» по версии канала «Bravo». В 2008 журнал «Entertainment Weekly» назвал фильм «Новой классикой», поставив на 60-е место в списке «100 лучших картин за последние 13 лет». В 2008 году журнал «Empire» поместил фильм на 482-е место в списке «500 лучших фильмов всех времён», а в 2016 году — на 3-ю строчку в списке лучших ужастиков всех времён.
| Год  | Награда                                                   | Рецепиент                                              | Позиция | Примечания |
| ---- | --------------------------------------------------------- | ------------------------------------------------------ | ------- | ---------- |
| 2001 | AFI’s 100 Years… 100 Thrills                              | Крик                                                   | н/д     | [ 130 ]    |
| 2003 | AFI’s 100 Years… 100 Heroes & Villains                    | Призрачное лицо                                        | н/д     | [ 131 ]    |
| 2004 | Bravo’s The 100 Scariest Movie Moments                    | Открывающая сцена                                      | #13     | [ 134 ]    |
| 2005 | AFI’s 100 Years… 100 Movie Quotes                         | «Do You Like Scary Movies?» (рус. Ты любишь ужастики?) | н/д     | [ 132 ]    |
| 2008 | Empire’s The 500 Greatest Movies Of All Time              | Крик                                                   | #482    | [ 136 ]    |
| 2008 | Entertainment Weekly’s 50 Best High School Movies         | Крик                                                   | #32     | [ 133 ]    |
| 2008 | Entertainment Weeklýs 100 Best Films Of The Last 13 Years | Крик                                                   | #60     | [ 135 ]    |

### Пародии и ремейки
Фильм «Очень страшное кино» 2000 года пародирует другие картины, преимущественно фильмы ужасов. Центральная сюжетная линия взята из «Крика» и «Я знаю, что вы сделали прошлым летом». В картине использованы нарративные приёмы двух кассовых хитов и комедийно воссозданы ключевые сцены. Ещё одно заимствование у Крэйвена и Уильямсона — «Крик» изначально носил рабочее название «Страшное кино» (англ. Scary Movie). Роджер Эберт написал в своём обзоре: «Чтобы сорвать куш, нужно хорошо знать различные франшизы молодёжных ужастиков».
Церемония вручения наград «MTV Movie Awards 1997» начиналась с эпизода, в котором актёр Майк Майерс звонит Кейси Бейкер, пародируя открывающую сцену из «Крика». Сегмент «Big Horror Movie Brother» 19-го эпизода под названием «That Hurts Me» первого сезона юмористического телесериала «Робоцып» пародирует реалити-шоу «Большой брат», но с участием маньяков-убийц из знаменитых франшиз ужасов — среди них Призрачное лицо, который звонит актрисе Дрю Бэрримор в образе Кейси Бейкер и говорит: «Я видел „Ангелов Чарли“. Твой новый фильм — полное дерьмо!», Роджер Джексон вновь озвучил убийцу.
В 2003 году Болливуд выпустил собственную версию фильма под названием «Не говори ни слова» (англ. Sssshhh).

### Продолжения
Уильямсон продавал сценарий картины вместе с пятистраничной концепцией двух сиквелов, предлагая потенциальному покупателю франшизу. Студия «Dimension Films» сразу же обсудила возможность привлечь его к работе над продолжениями в случае успеха первой картины. В центре событий фильмов — противостояние главной героини Сидни Прескотт маньякам-убийцам в костюме Призрачного лица. После тестового показа оригинальной картины боссы «Dimension» и «Miramax» заключили договор на съёмки сиквелов с режиссёром Уэсом Крэйвеном. «Крику 2» дали «зелёный свет» после кассового успеха и признания критиков первой части, пока фильм ещё шёл в прокате. Для съёмок продолжения увеличили бюджет. Персонажи Кэмпбелл, Кокс, Аркетт, Кеннеди и Шрайбера, а также композитор Марко Белтрами и режиссёр монтажа Патрик Люссье вернулись к работе над двумя сиквелами. «Крик 3» завершил концептуальную трилогию, производство которой длилось пять лет. Как и первая часть, «Крик 2» получил положительные отзывы и стал кассовым хитом, а вот «Крик 3» столкнулся с большей критикой и показал скромные результаты в прокате по сравнению с предшественниками.
15 лет спустя после выхода первого «Крика» и через 11 лет после премьеры «Крика 3» компания «The Weinstein Company» выпустила «Крик 4» — премьера состоялась 15 апреля 2011. В проект вернулись Кэмпбелл, Кокс, Аркетт, Крэйвен, Уильямсон и Белтрами. В случае успеха студия была готова запустить в производство новую трилогию — это обсуждалось со всем ключевым актёрским составом и членами съёмочной группы. Фильм получил смешанные отзывы критиков и не оправдал кассовые ожидания боссов студии. В 2015 году умер Уэс Крэйвен, и разработка нового фильма была приостановлена. В том же году канал «MTV» выпустил телесериал «Крик» — в 2015—2016 годах в эфир вышло 24 эпизода в составе двух сезонов. В 2019 канал «VH1» перезапустил шоу третьим сезоном из шести эпизодов под названием «Крик: Воскрешение», после чего сериал был окончательно закрыт.
Через 25 лет после премьеры первого фильма 14 января 2022 года в мировой прокат вышла пятая часть серии — «Крик». Мэтт Беттинелли-Олпин и Тайлер Джиллетт стали режиссёрами картины, сценарий написали Джеймс Вандербилт и Гай Бузик, продюсером выступил Кевин Уильямсон. Кэмпбелл вернулась к роли Сидни Прескотт, некоторое время спустя стало известно об участии в проекте Дэвида Аркетта и Кортни Кокс. Съёмки картины проходили в Уилмингтоне в штате Северная Каролина с соблюдением правил безопасности в пандемию коронавируса. Общие сборы картины составили 140 миллионов долларов, отзывы критиков были преимущественно положительными.
Вскоре после успеха пятого фильма создатели сообщили о работе над шестой частью — съёмки картины «Крик 6» завершились 30 августа 2022 года, а премьера состоялась 10 марта 2023 года. Картина стала первым фильмом франшизы, в котором не снимались Нив Кэмпбелл и Дэвид Аркетт в ролях Сидни и Дьюи, соответственно.

### Рост продаж
После выхода фильма в прокат Северной Америки продажи телефонов с определителем номера выросли в США более чем в три раза; было продано большое количество масок по образцу той, которую носит убийца.

### Негативное влияние
После выхода фильма создателей обвинили в том, что несколько реальных преступлений были совершены под впечатлением от картины.
- В январе 1998 года 16-летний Марио Падийя и его 14-летний кузен Самюэль Рамирез зарезали мать Марио, Джину Кастийо — они нанесли женщине 45 ударов; в СМИ этот случай называли "Убийством из «Крика» (англ. Scream Murder), а в ходе расследования подростки признали, что их «вдохновили» на этот поступок фильмы «Крик» и «Крик 2»; они планировали украсть деньги, чтобы начать серию преступлений — подростки собирались купить костюмы «Призрачного лица» и модуляторы голоса; психолог Мэделин Левайн, изучавшая влияние кино на детскую жестокость, заявила, что «для такого поведения есть много причин… Но оказал ли фильм негативное влияние на этих детей? Безусловно!»[175]. Судья Джон Чероски постановил, что фильмы не связаны с поведением детей и запретил доступ СМИ в зал заседания[12][175].
- 17 января 1999 года 13-летнему Эшли Мюррею нанесли многочисленные ножевые ранения в голову, а затем бросили умирать его друзья — 14-летний Дэниэл Гилл и 15-летний Роберт Фуллер — мальчика нашёл пожилой мужчина, выгуливавший собаку[176]. Их назвали «Преступниками из „Крика“» (англ. Scream Attackers), когда выяснилось, что незадолго до нападения они смотрели «Крик», а в личных вещах была найдена маска «Призрачного лица»[177]. В ходе расследования выяснилось, что они были жертвами домашнего насилия, в их семьях употребляли наркотики и практиковали «чёрную магию»[177]. Выживший Мюррей давал показания против подростков — мальчик был уверен, что фильм подтолкнул их к тому, чтобы напасть на него[176].
- 4 мая 1999 года после массового убийства в школе «Колумбайн» в СМИ началось широкое обсуждение жестоких фильмов и компьютерных игр, и их влияния на детей. В Комитете Сената США по торговле, науке и транспорту прошли слушания о маркетинге Голливудом фильмов ужасов, сцена убийства Кейси Бейкер использовалась как пример негативной информации, которую могут увидеть дети[12][178].
- 3 июня 2002 года во Франции 17-летний юноша силой вывел свою 15-летнюю подругу Элис Бопир из дома её родителей, а затем нанёс её 42 ножевых удара, при этом на нём была маска «Призрачного лица»; юношу спугнул сосед — перед смертью девушка назвала имя напавшего на неё; позже юноша признался, что подражал убийце из «Крика»[179][180][181].

### Роман-приквел
Роман-приквел о Билли и Стью под названием «Изобретательные психопаты» (англ. Creative Psychos) напишет Нэйтан Бэнкс (англ. Nathan Banks), автор портала Beyond The Mask.

## Связи и отсылки

### Правила фильмов ужасов
Главные герои представлены знатоками жанра ужасов, а основные правила выживания в ужастике озвучивает персонаж Ренди Микс в исполнении Джейми Кеннеди. Наличие этих установок стало важной отличительной чертой франшизы — а также возможностью создателей посмеяться над собой и жанром в целом. Правила таковы:
1. Нельзя заниматься сексом (главная героиня должна быть девственницей — только так она сможет пережить столкновение с убийцей в финале истории)
2. Нельзя пить алкоголь или употреблять наркотики (по канонам жанра, предающиеся грехам подростки становятся жертвами убийцы)
3. Нельзя говорить «Я сейчас вернусь…» и спрашивать «Кто здесь?» (по словам Ренди, эти фразы, произнесённые в ужастике — «явное желание смерти»)

### «Кошмар на улице Вязов» и «Хэллоуин»
- В открывающей сцене в разговоре Кейси и убийцы упоминаются фильмы «Хэллоуин» и «Кошмар на улице Вязов», а также «Пятница, 13»[186].
- Когда родители Кейси возвращаются домой, мистер Бейкер велит жене ехать к соседям по фамилии Мак-Кензи (англ. …To The MacKenzie’s) — так же зовут соседей, к которым Лори Строуд отправляет детей в фильме «Хэллоуин» 1978 года; этот же фильм смотрят гости, а позднее Ренди на вечеринке у Стю[29]. Ещё одна отсылка к фильму: имя персонажа Билли Лумиса — такую же фамилию носил психиатр Майкла Майерса, Сэм Лумис; а он, в свою очередь, получил фамилию в честь персонажа триллера Альфреда Хичкока «Психо» (1960)[29].
- Сцена, в которой Билли залезает через окно на втором этаже в комнату Сидни является отсылкой к двум работам Крэйвена и Уильямсона, в которых есть аналогичные сцены — это «Кошмар на улице Вязов» (Нэнси и Глен) и «Бухта Доусона» (Доусон и Джоуи); эпизод пародируется в «Очень страшном кино»[29].
- В одной из сцен Татум называет имя режиссёра Уэса Карпентера (англ. Wes Carpenter) — это отсылка к Уэсу Крэйвену и Джону Карпентеру, постановщикам фильмов ужасов[29].
- Когда на Сидни нападают в её доме, она вызывает 911 по Интернету — девушка печатает адрес «Улица Вязов, дом 34» — кадр вырезали, чтобы сократить хронометраж[27].
- Уэс Крэйвен — в шутку или всерьёз — сказал, что персонаж в исполнении Джозефа Уиппа переехал в Вудсборо после трагических событий в Спрингвуде. Это была отсылка к участию актёра в фильме «Кошмар на улице Вязов» (1984), где он также сыграл полицейского[27].
- Школьный уборщик Фред в полосатом свитере и шляпе — прямая отсылка к Фредди Крюгеру[29].

### Другие фильмы и сериалы
- Оказавшись в комнате Сидни в начале фильма, Билли упоминает фильм «Изгоняющий дьявола», а в финале картины, объясняя кровь на своей майке, — экранизацию романа Стивена Кинга «Кэрри»[29].
- Когда директор Химбри открывает свой шкаф, в нём можно увидеть висящую куртку, принадлежащую Фонзи — персонажу ситкома «Счастливые дни», которого и сыграл исполнитель роль Химбри, Генри Уинклер[29].
- Рассуждая о том, кто скрывается за маской убийцы, в сцене у фонтана герои вспоминают фильм «Основной инстинкт», в котором оказалась писательница Кэтрин Трамелл в исполнении Шэрон Стоун; позже убийцы сравнивают Морин Прескотт, мать Сидни, с героиней Стоун[186].
- Ближе к финалу Ренди и Стю цитируют героинь фильма «Бестолковые»[29].
- Татум говорит, что если вовремя нажать на паузу, то «можно разглядеть член Тома Круза» — речь идёт о любовной сцене с участием Лии Томпсон в фильме «Все верные ходы» (1983)[29].
- Когда школьники выбегают из дома Стю, чтобы посмотреть на тело директора Химбри, один из них произносит фразу: «Хай-хо, Сильвер!» (англ. Hi-Ho, Silver!) — эту фразу несколько раз повторяет персонаж романа Стивена Кинга «Оно» Билл Денбро[29].
- Автомобиль Татум — красный «Volkswagen Beetle». Такая же машина у главного героя в исполнении Джека Николсона в фильме «Сияние» по роману Стивена Кинга[186].